# Emléktáblák Budapest XXI. kerületében
Budapest XXI. kerülete szócikkhez kapcsolódó képgaléria, mely helyi, országos vagy nemzetközi hírű személyekkel, valamint épületekkel, műtárgyakkal, helynevekkel és eseményekkel összefüggő emléktáblákat tartalmaz.

## Galéria

### Emléktáblák

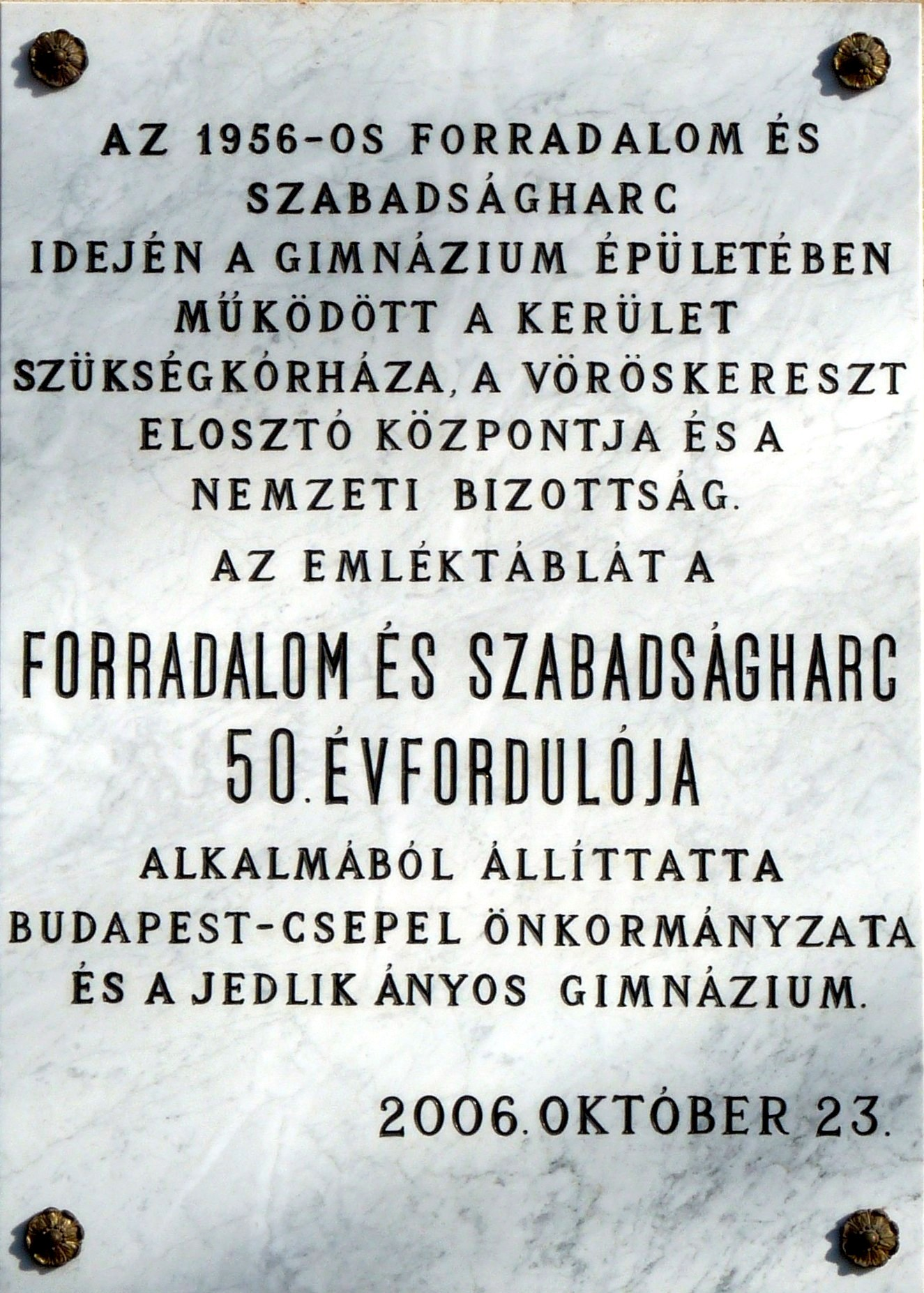
1956-os forradalom, Táncsics Mihály utca 92.
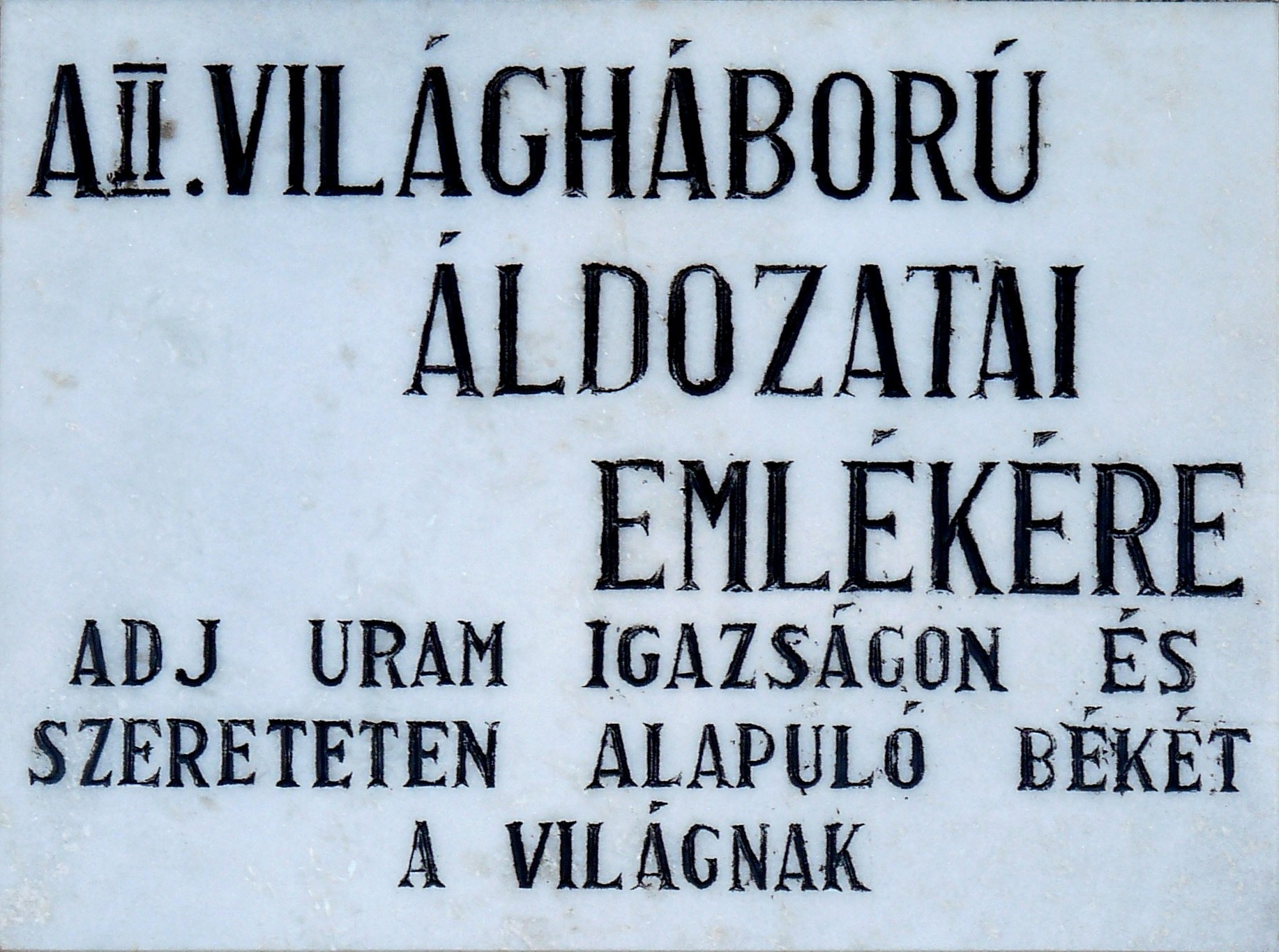
2. világháború áldozatai Sas utca 10.
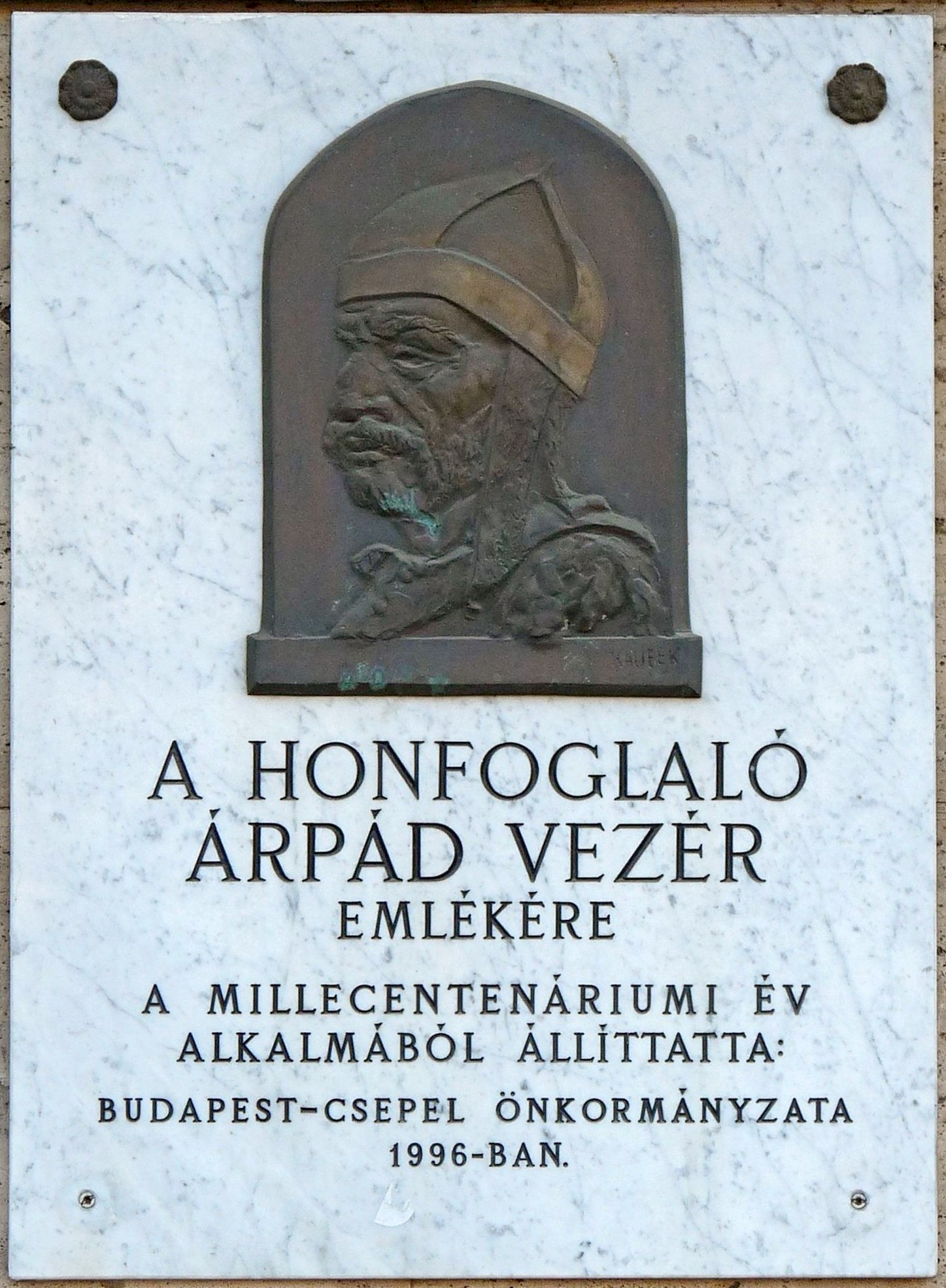
Árpád magyar fejedelem, Árpád utca 1.
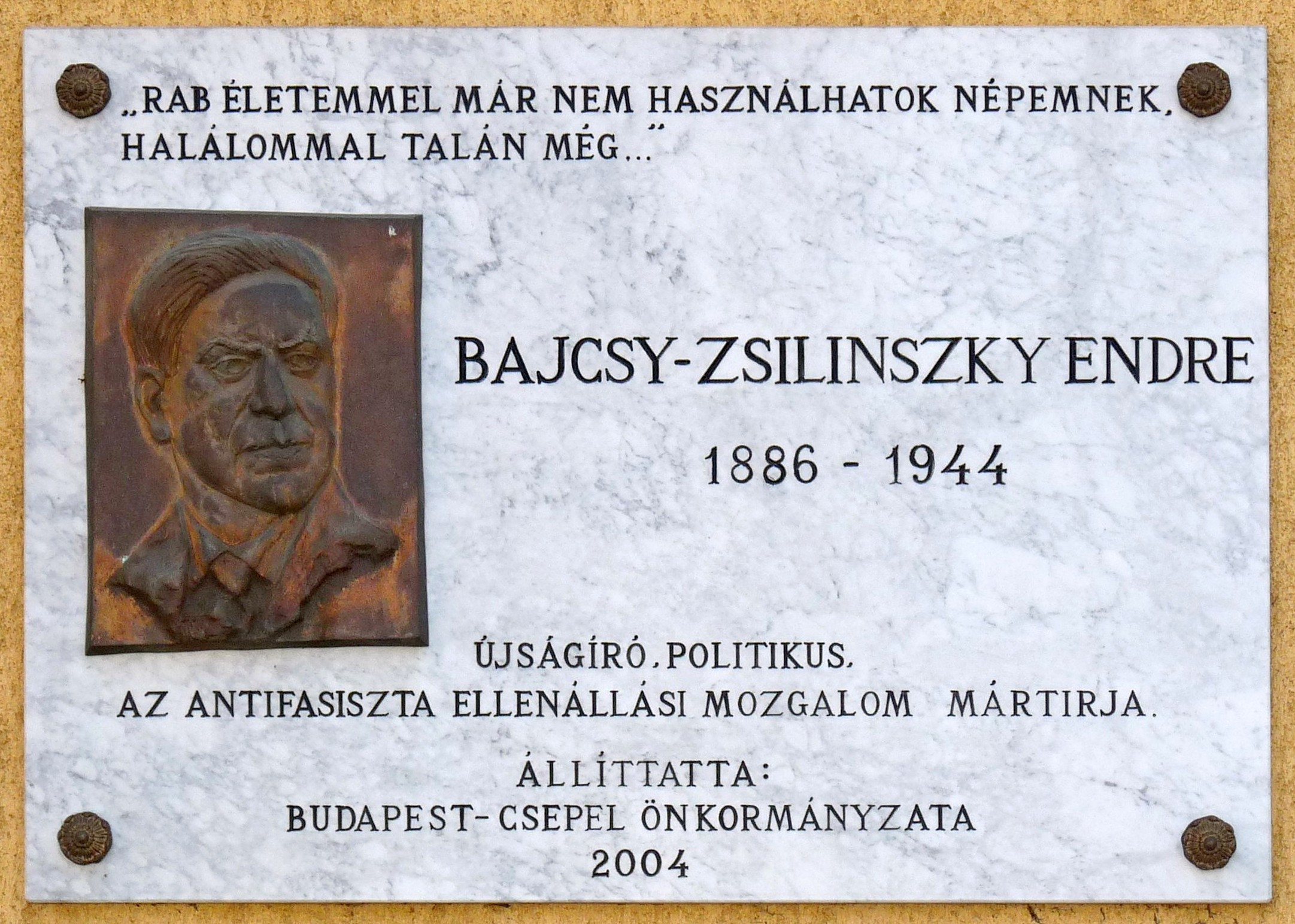
Bajcsy-Zsilinszky Endre, Bajcsy-Zsilinszky Endre utca 24.
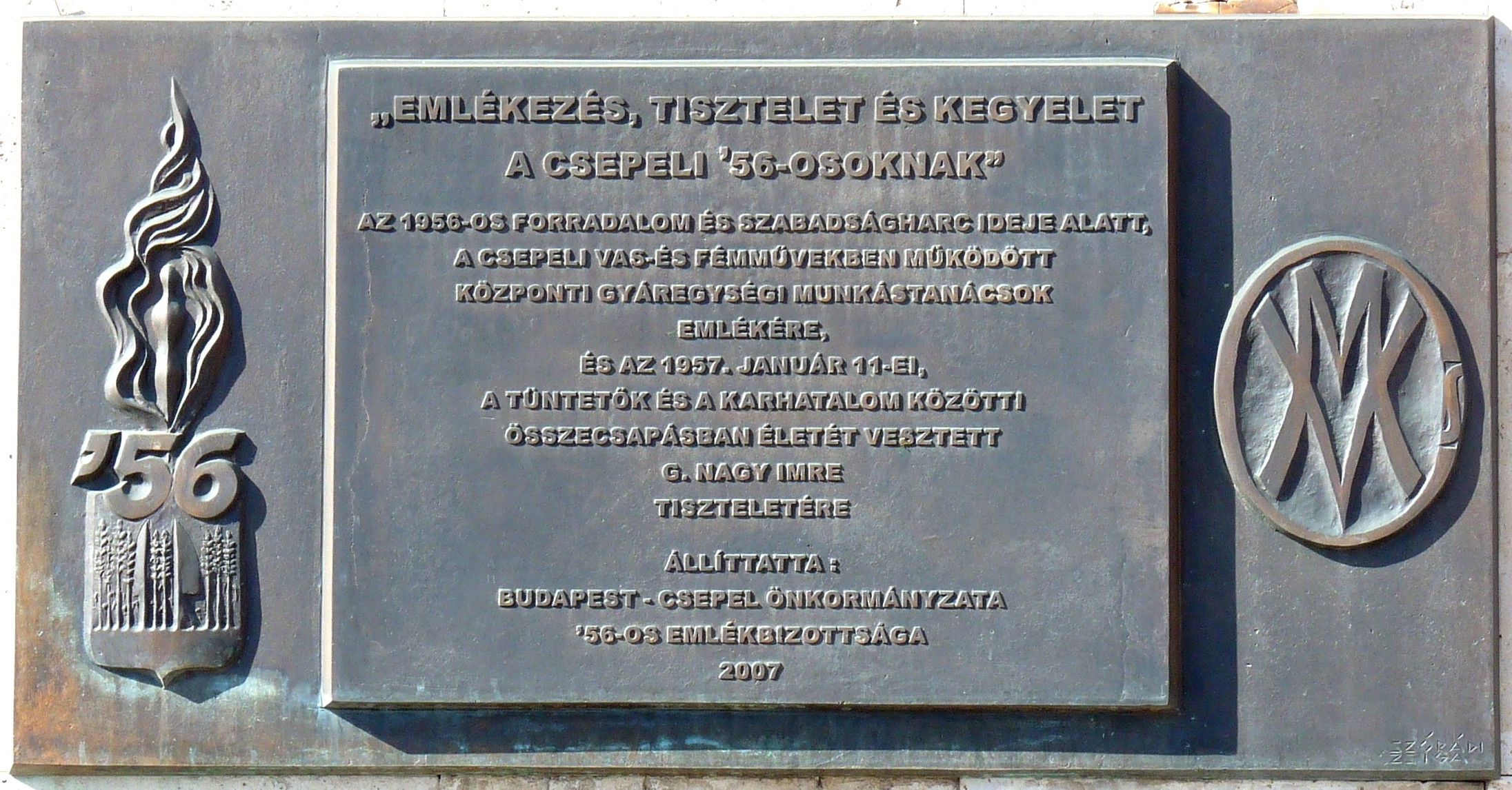
Csepeli '56-osok, Károli Gáspár utca 2. alkotó: Szórádi Zsigmond
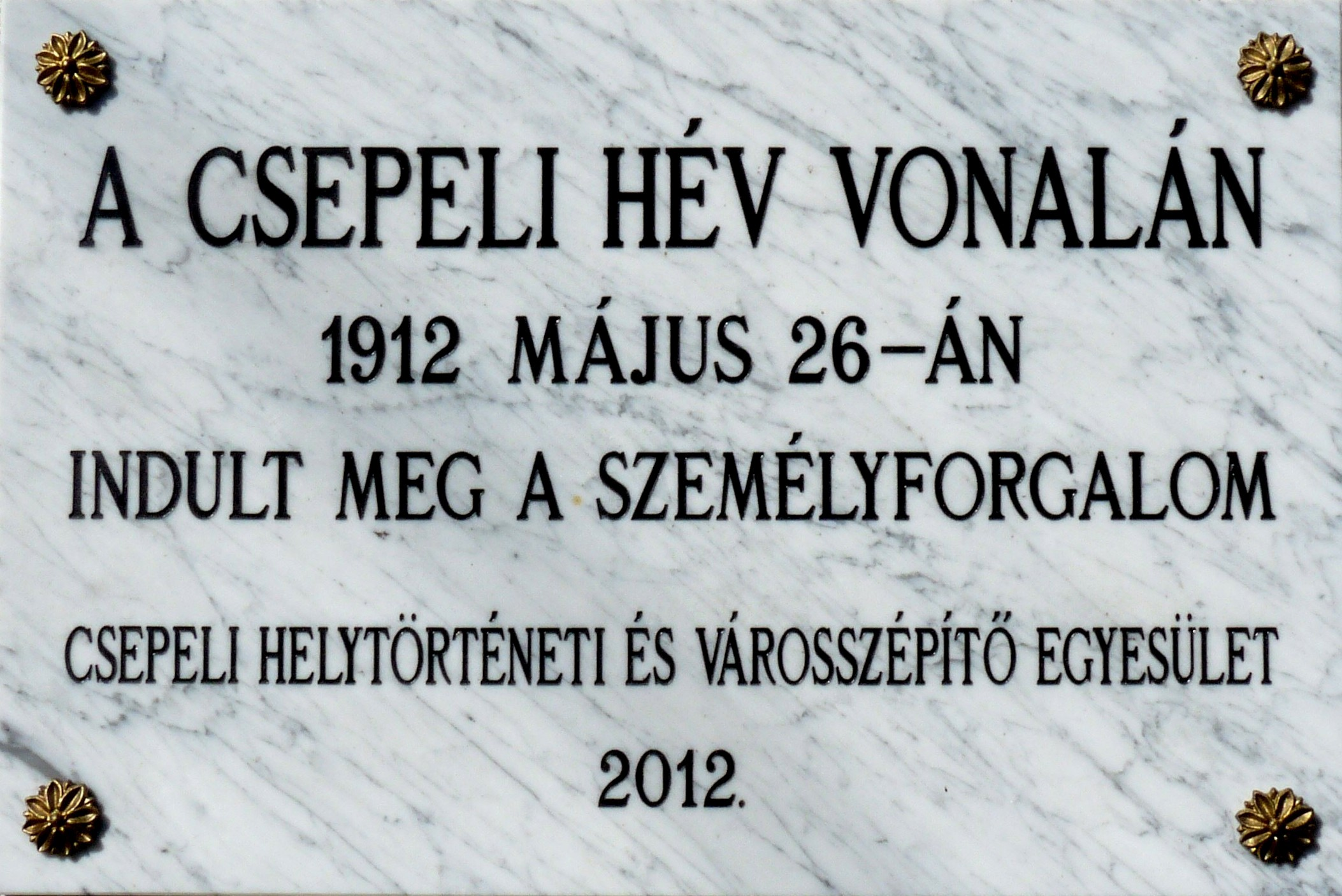
Csepeli HÉV 100. évf. Rákóczi Ferenc út 167.
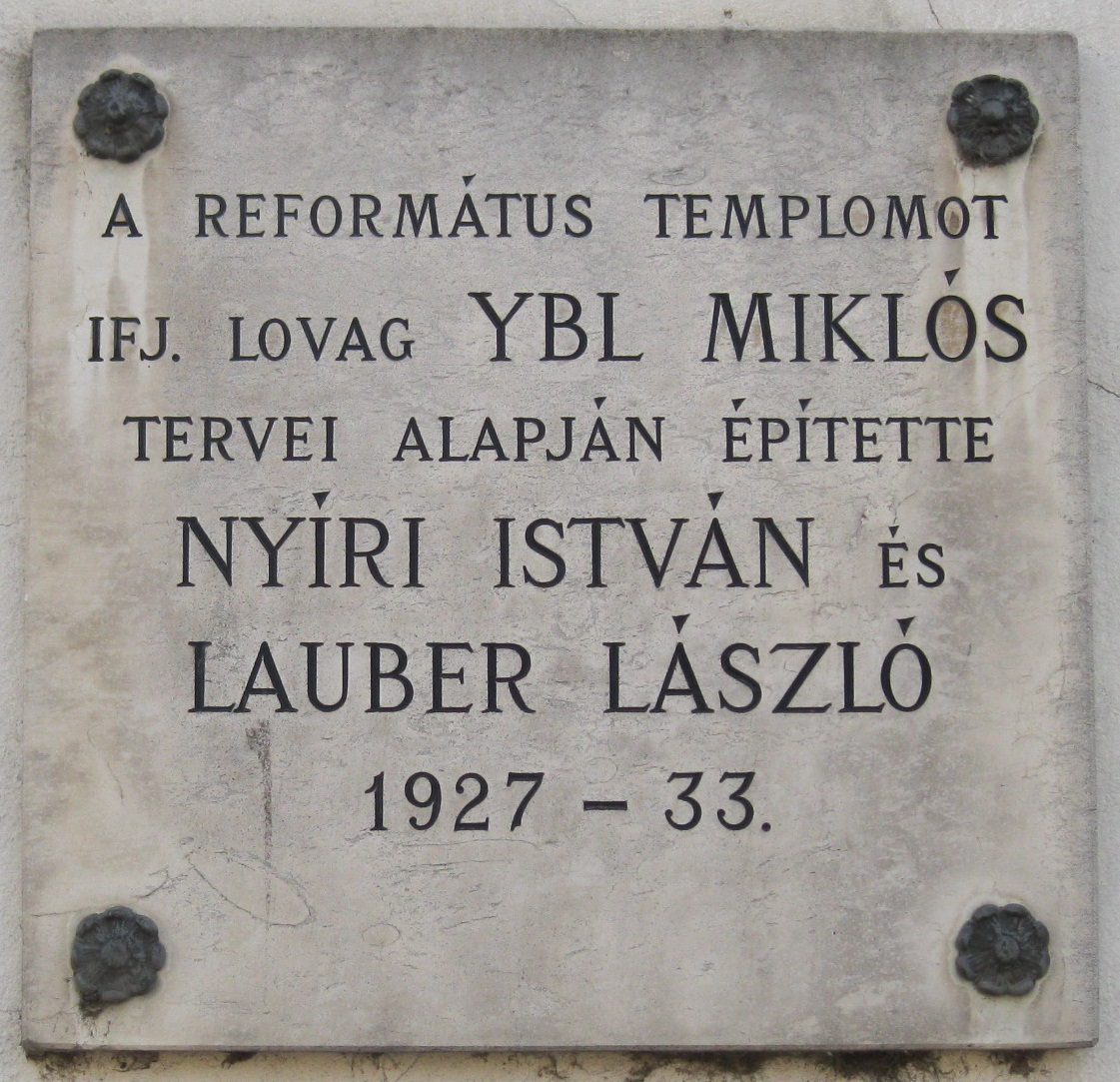
Csepeli református templom, Károli Gáspár utca 13.
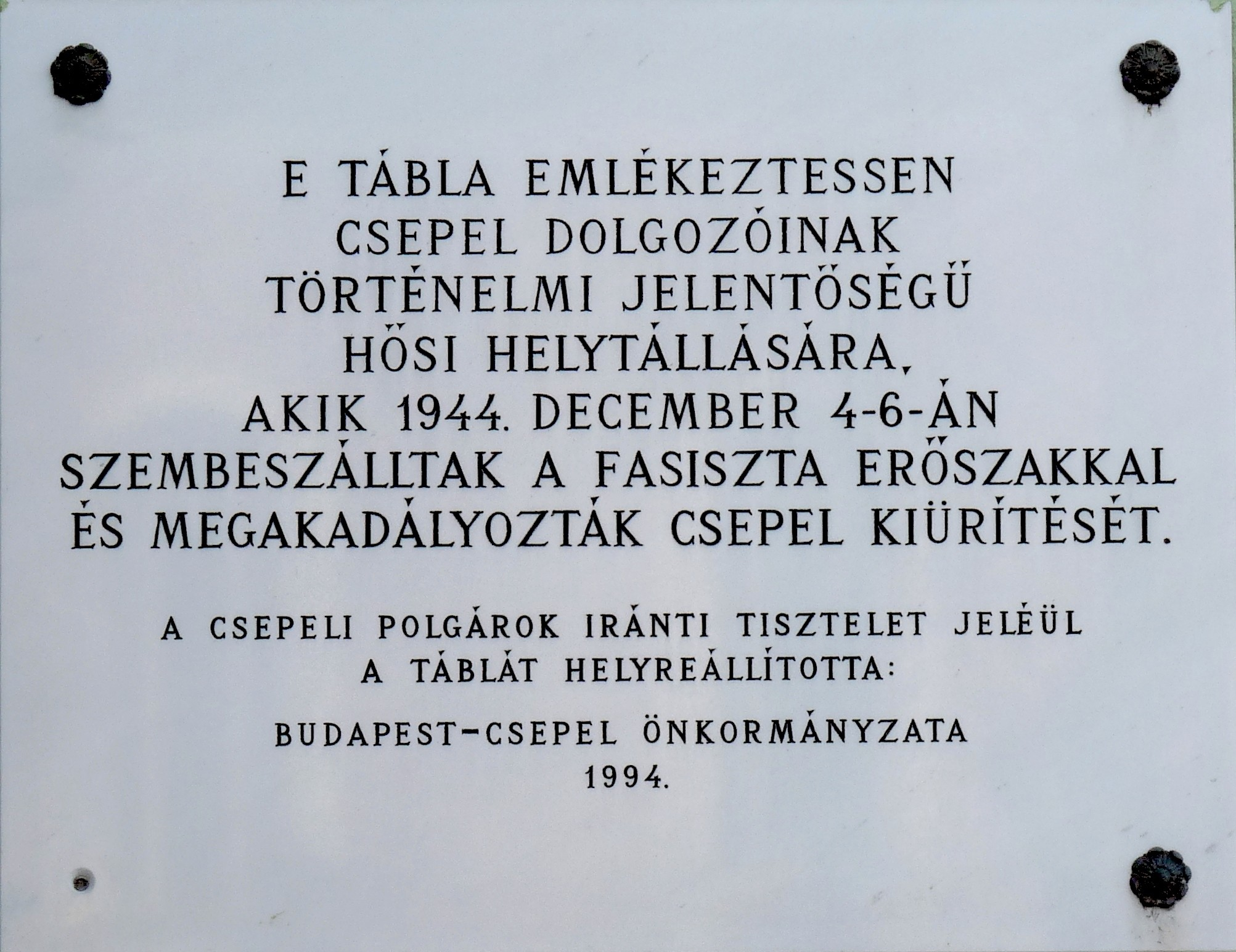
Csepel kiürítésének megakadályozása, Szent Imre tér 10.
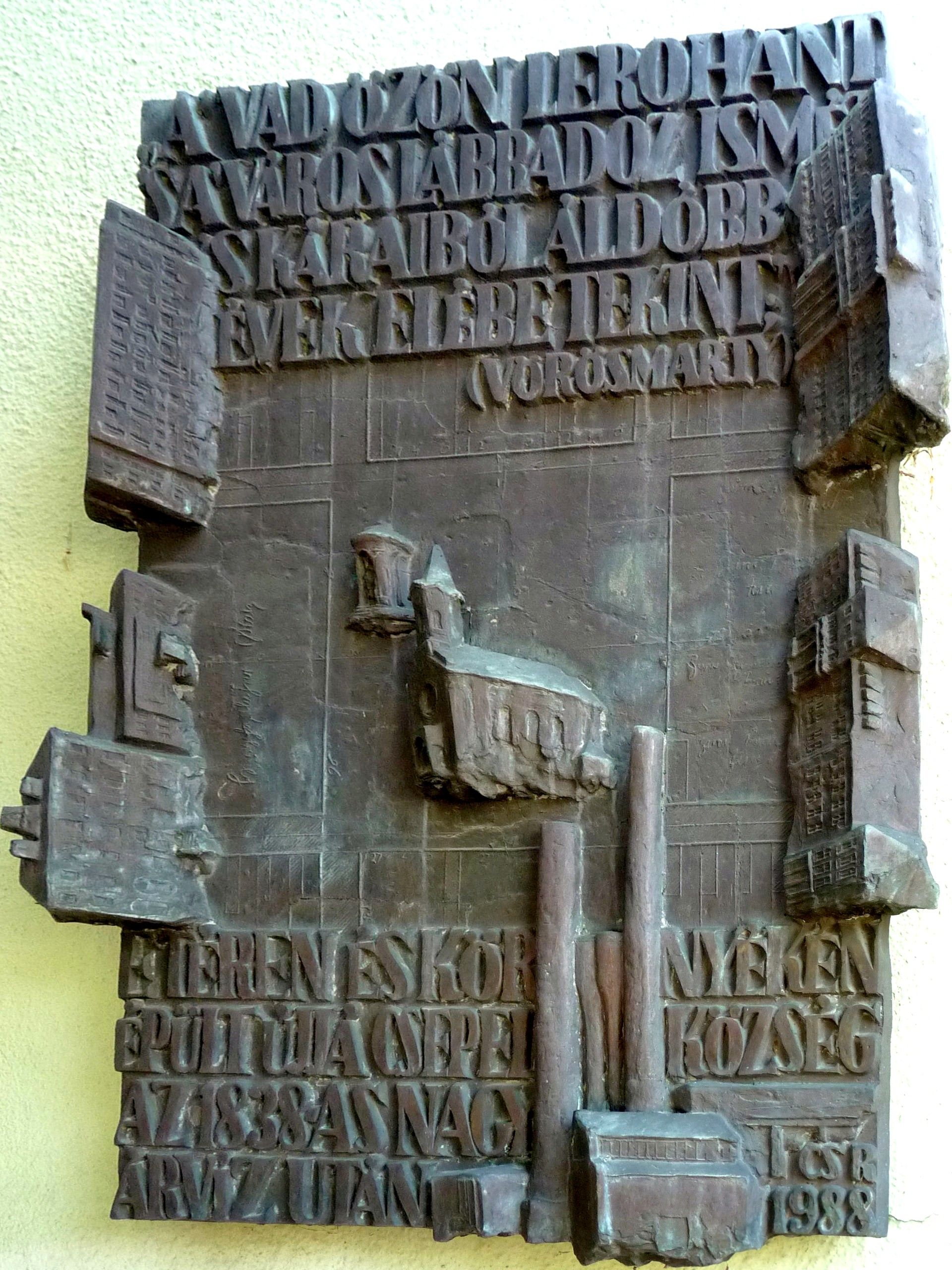
Csepel újjáépítése, Szent Imre tér 10. alkotó: Csíkszentmihályi Róbert
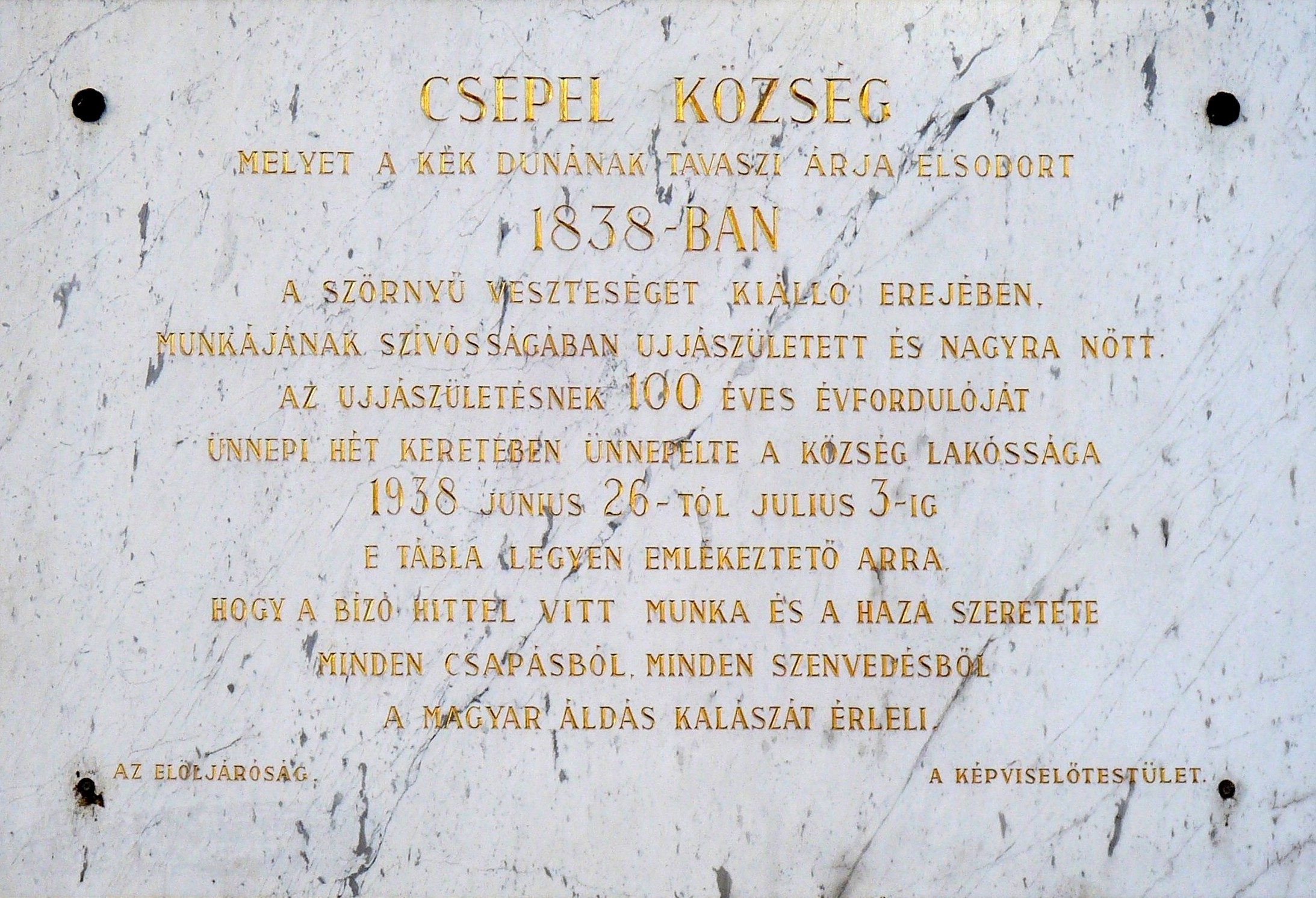
Csepel újjászületése, Petz Ferenc utca 1.
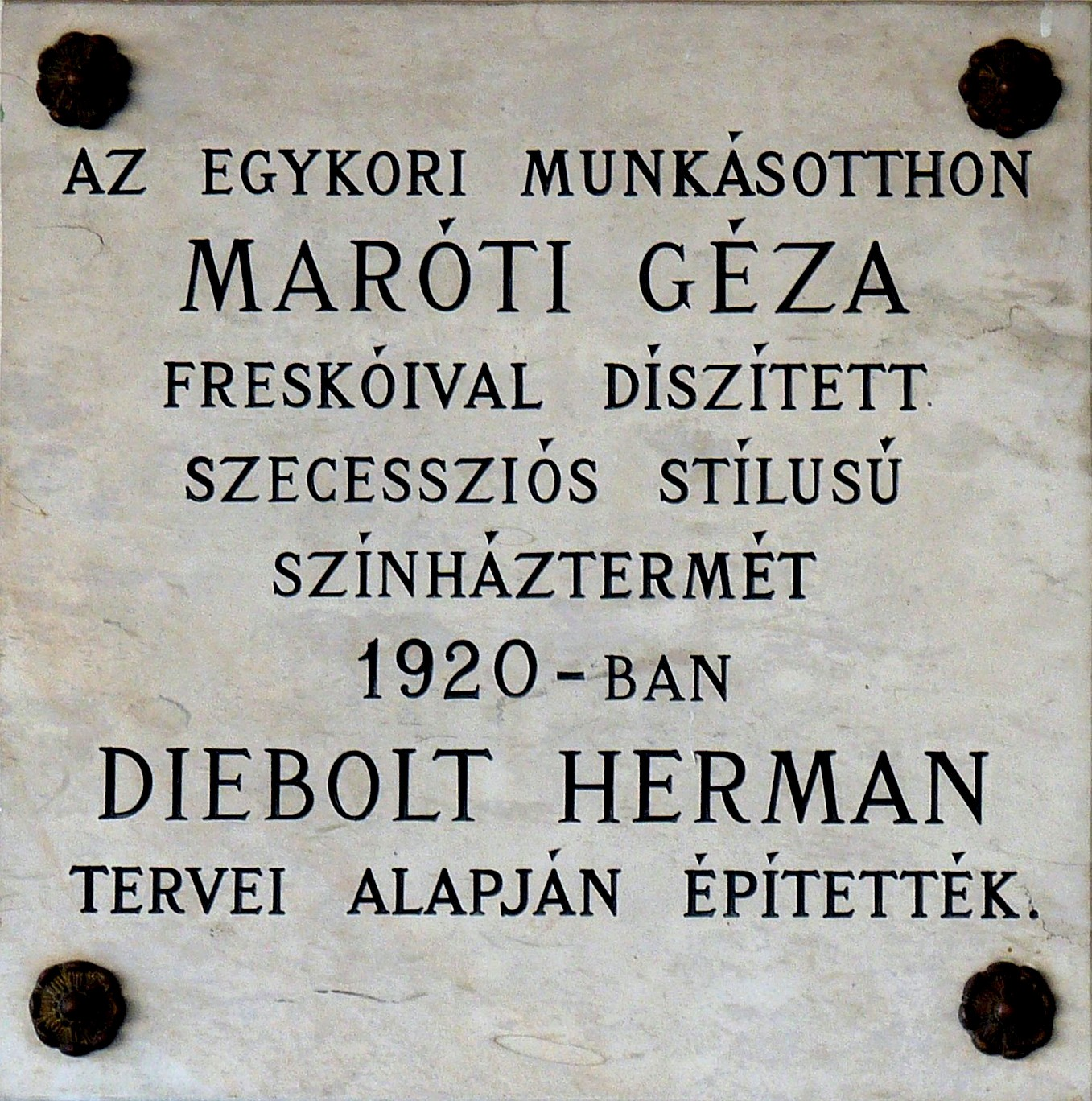
Diebold Hermann[1], Árpád utca 1.
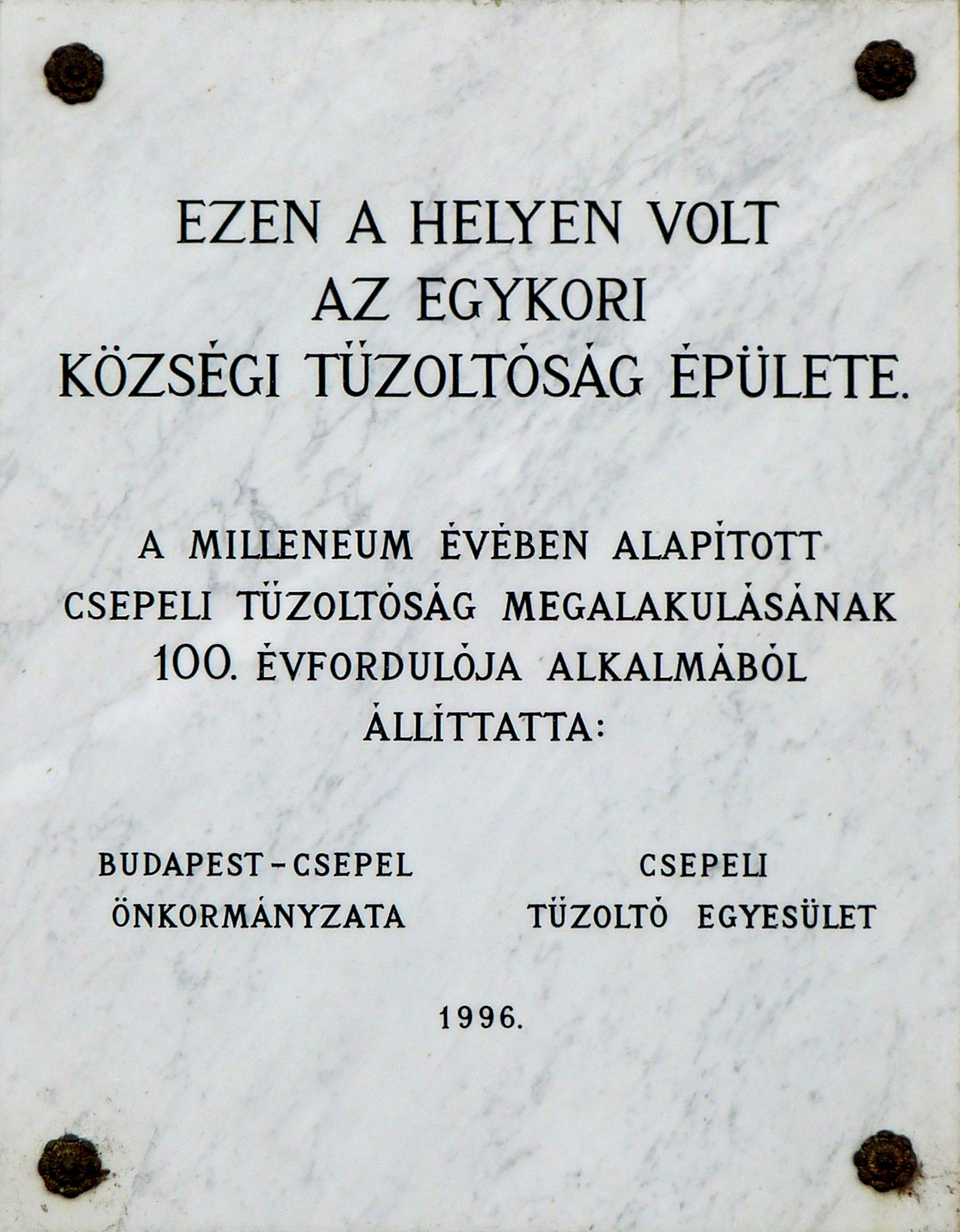
Egykori csepeli tűzoltóság épülete, Petz Ferenc utca 1.
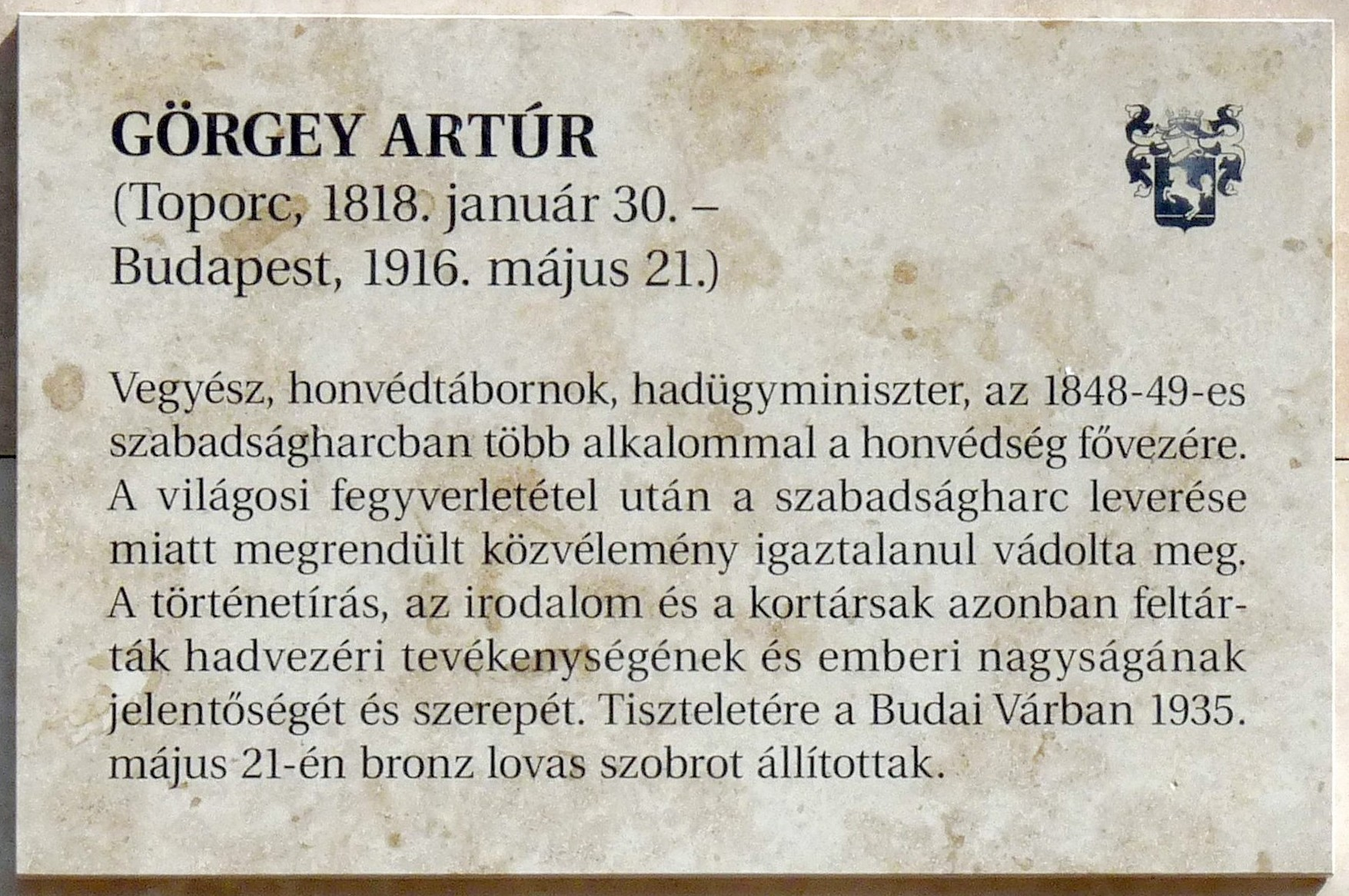
Görgei Artúr, Görgei Artúr tér 8.
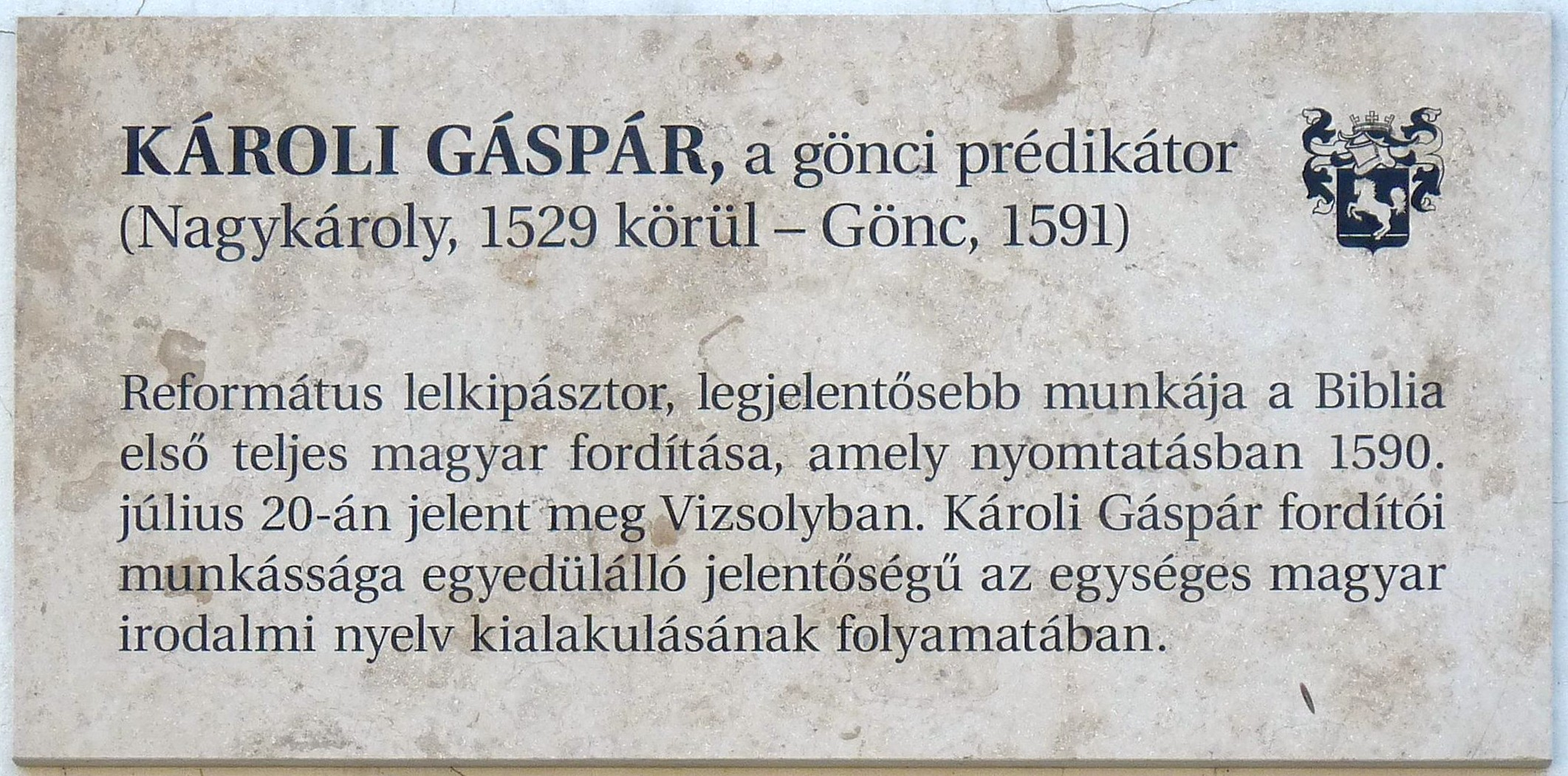
Károlyi Gáspár, Károli Gáspár utca 13.
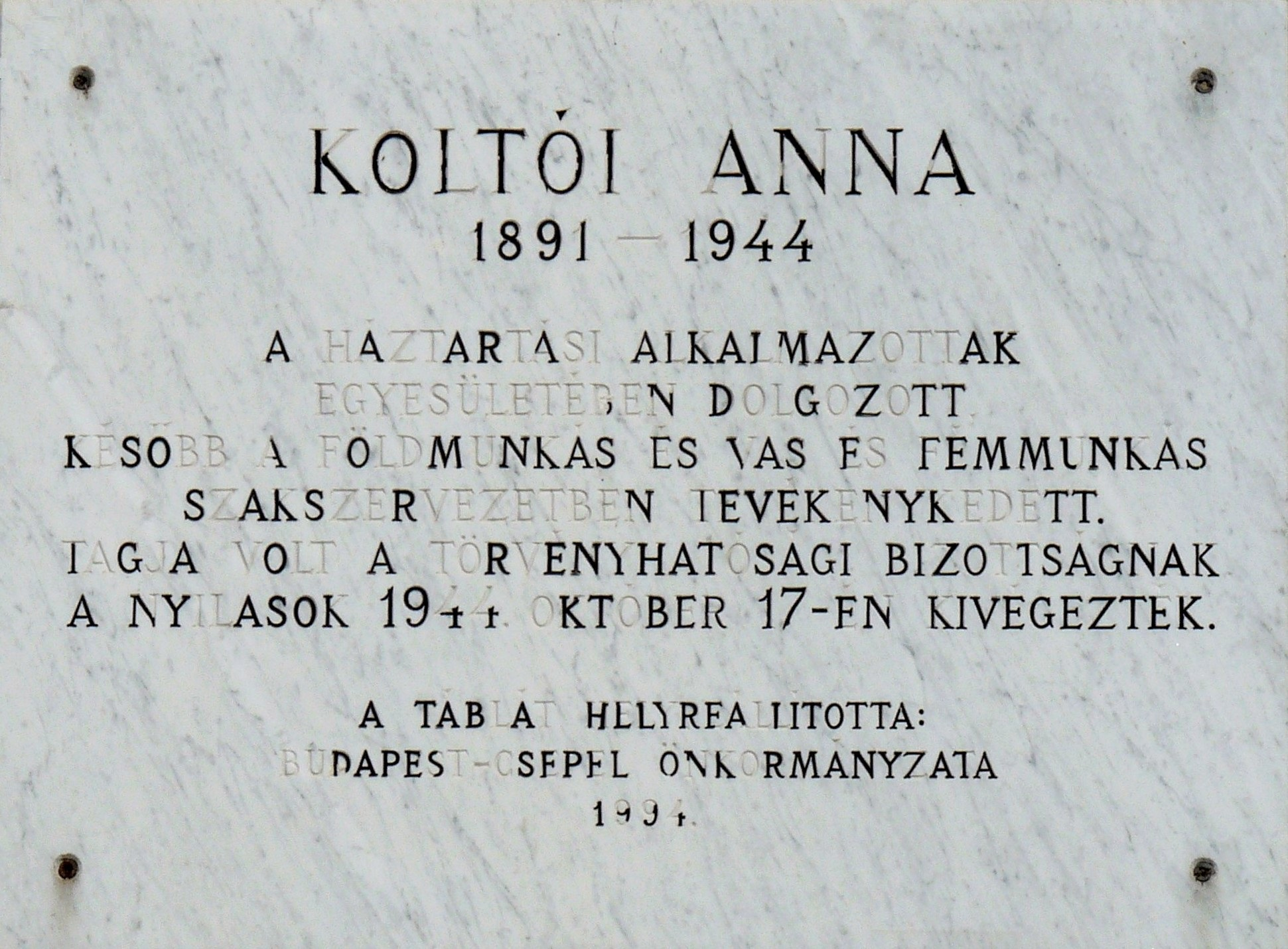
Koltói Anna[2], Vermes Miklós utca 12.
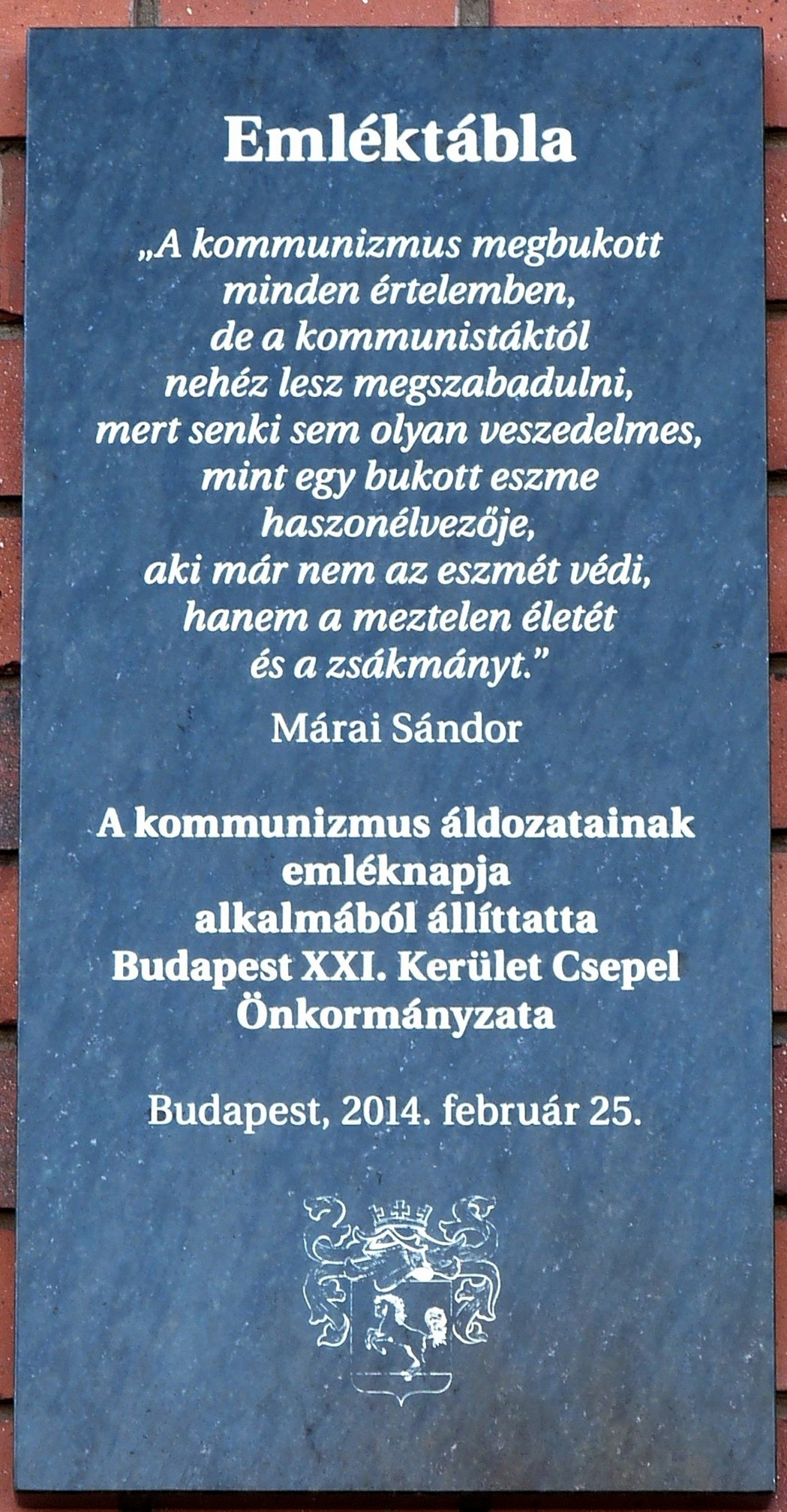
a kommunizmus áldozatai Szent Imre tér 10.
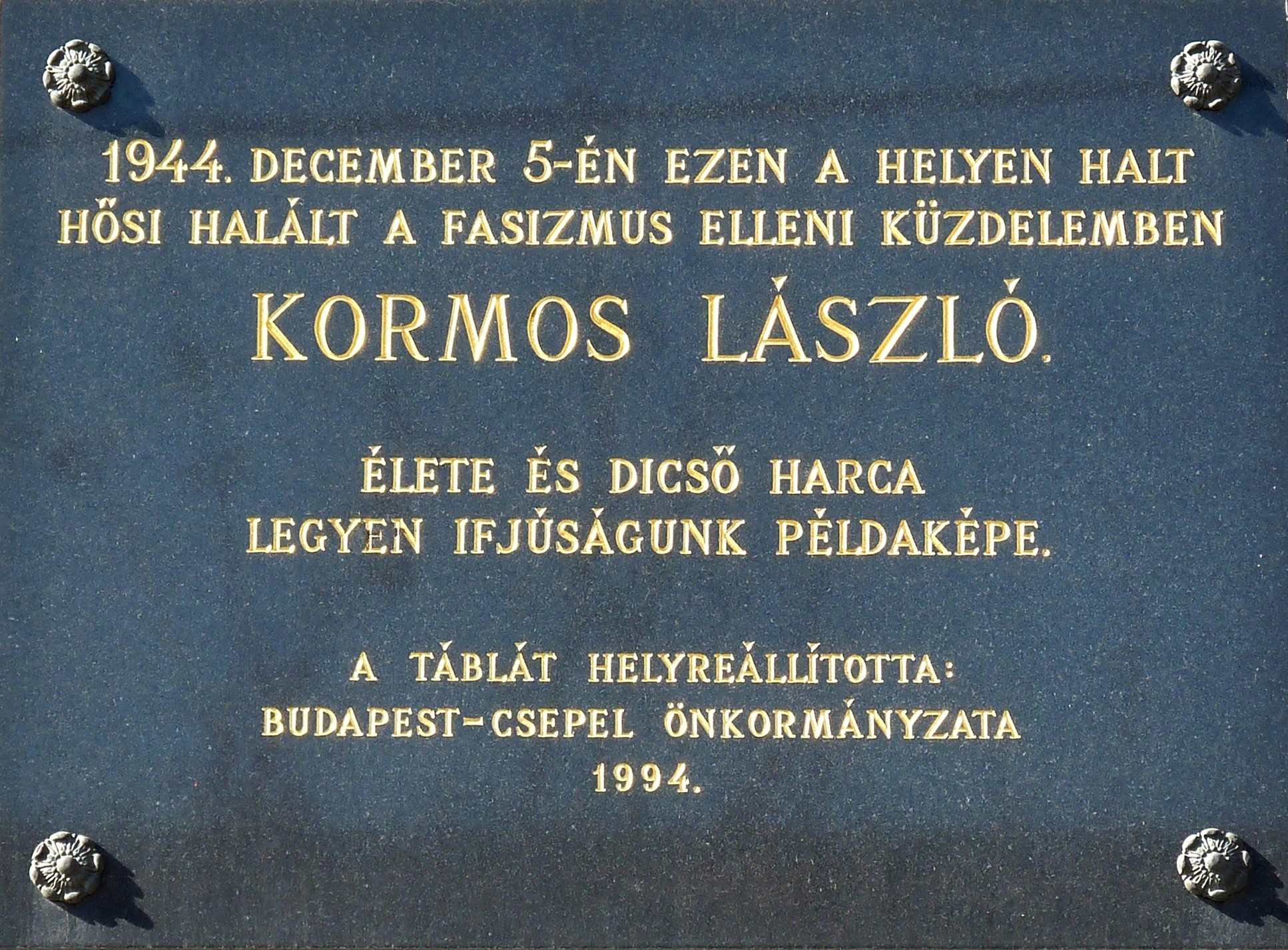
Kormos László, Táncsics Mihály utca 31.
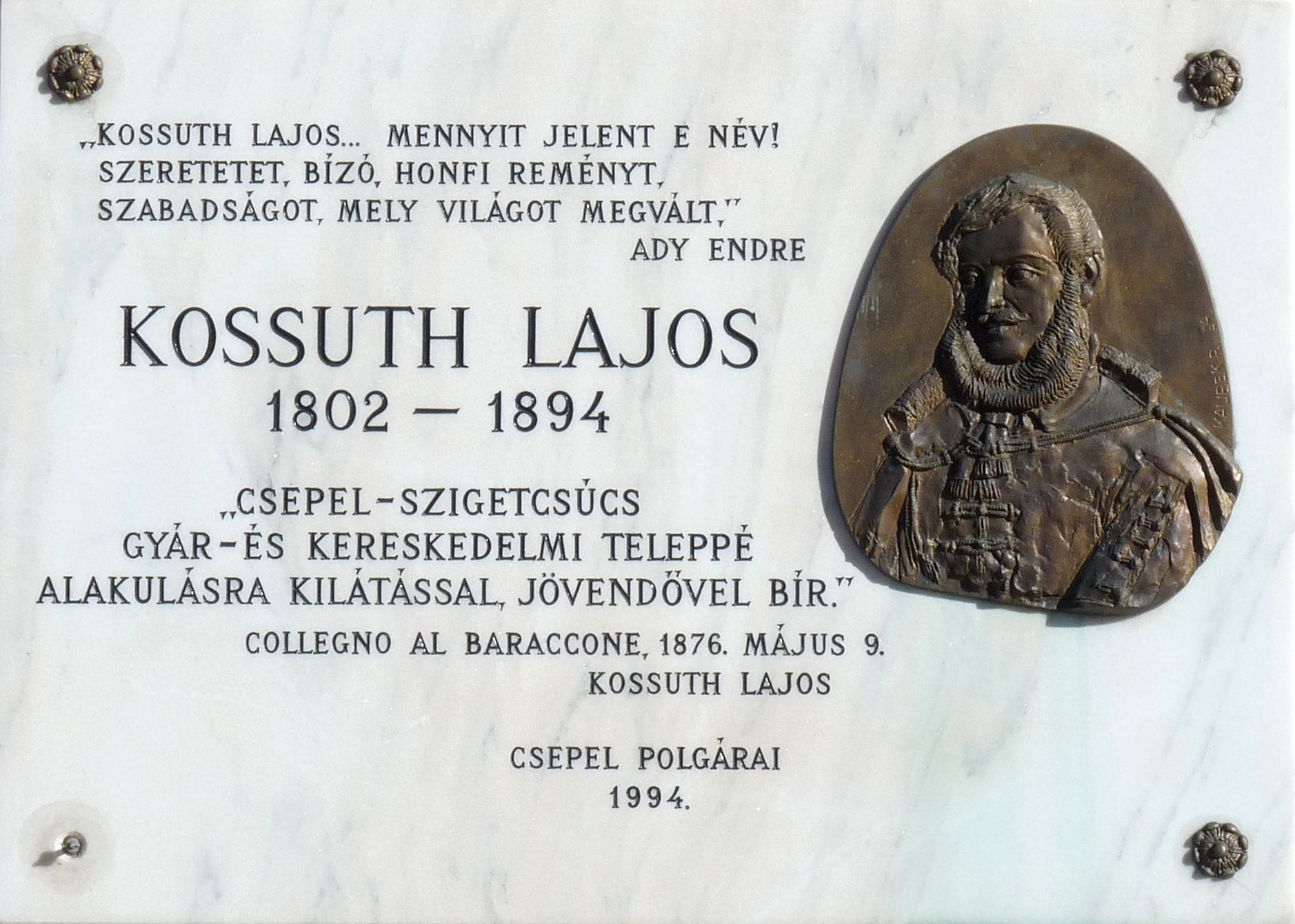
Kossuth Lajos, Görgei Artúr tér 8.[3] alkotó: Kaubek Péter
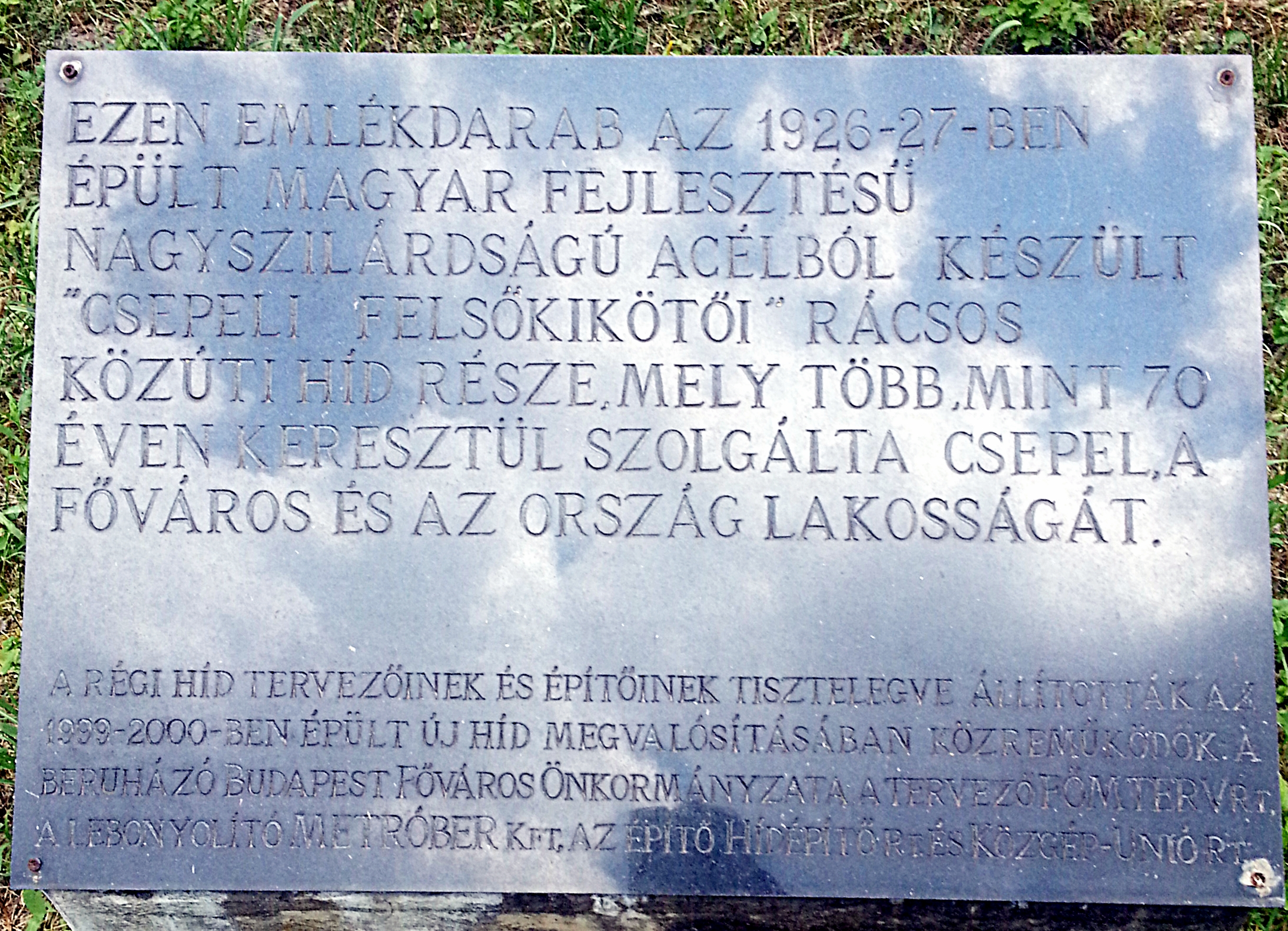
Kvassay (rácsos) híd Weiss Manfréd / Szabadkikötő út
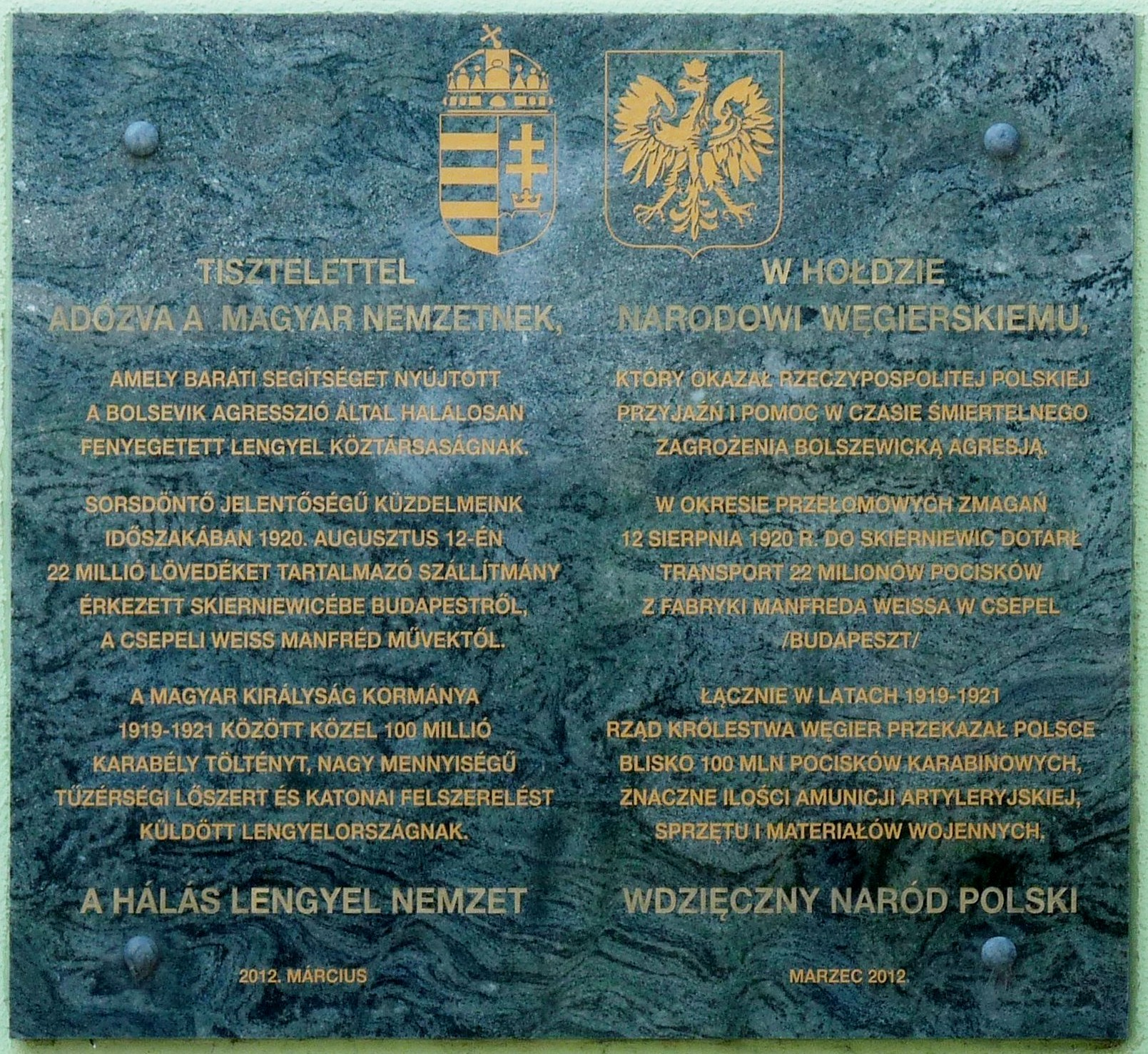
Magyar segítség Lengyelországnak, Szent Imre tér 10.
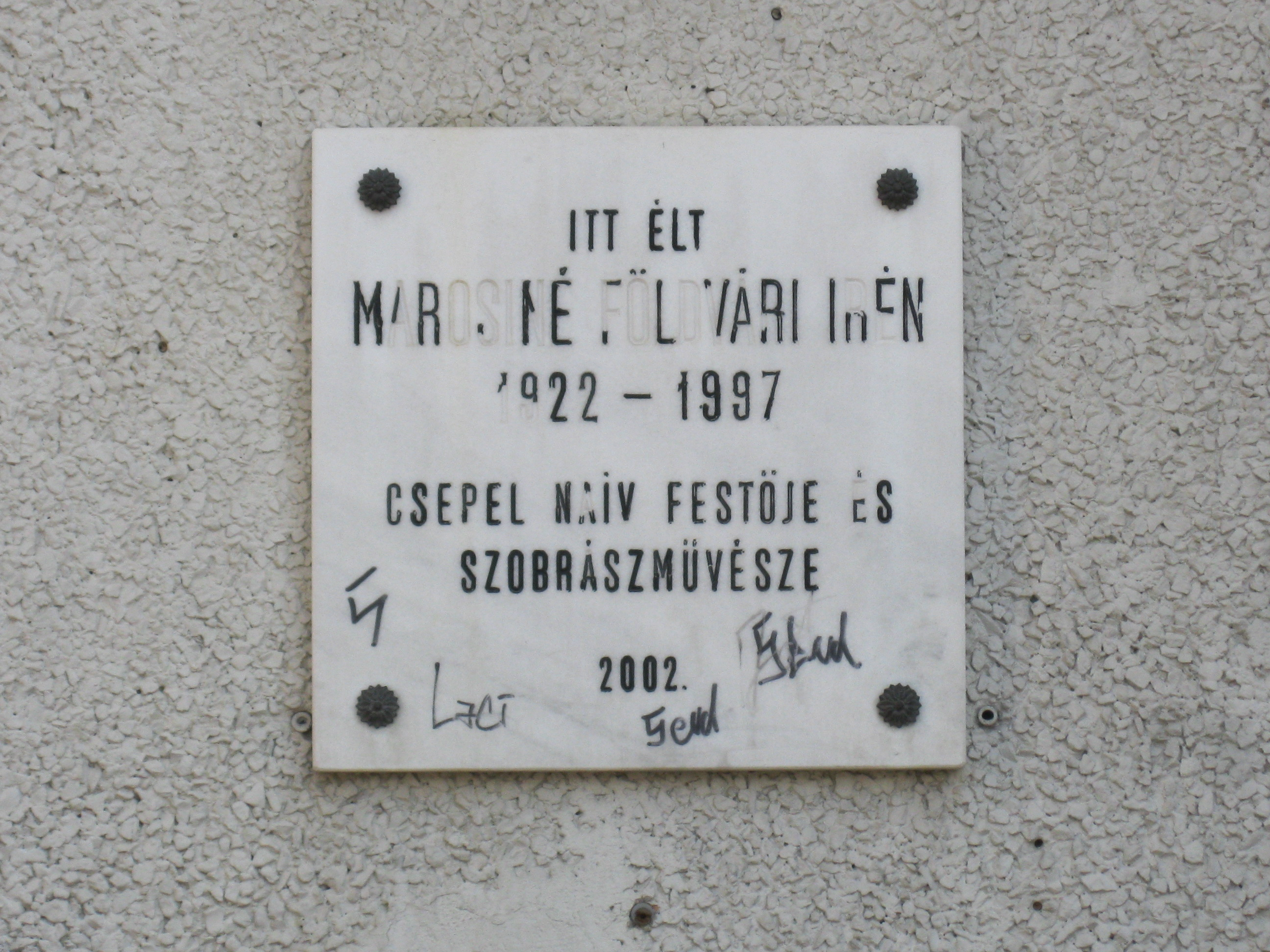
Marosiné Földvári Irén, II. Rákóczi Ferenc utca 50-56.
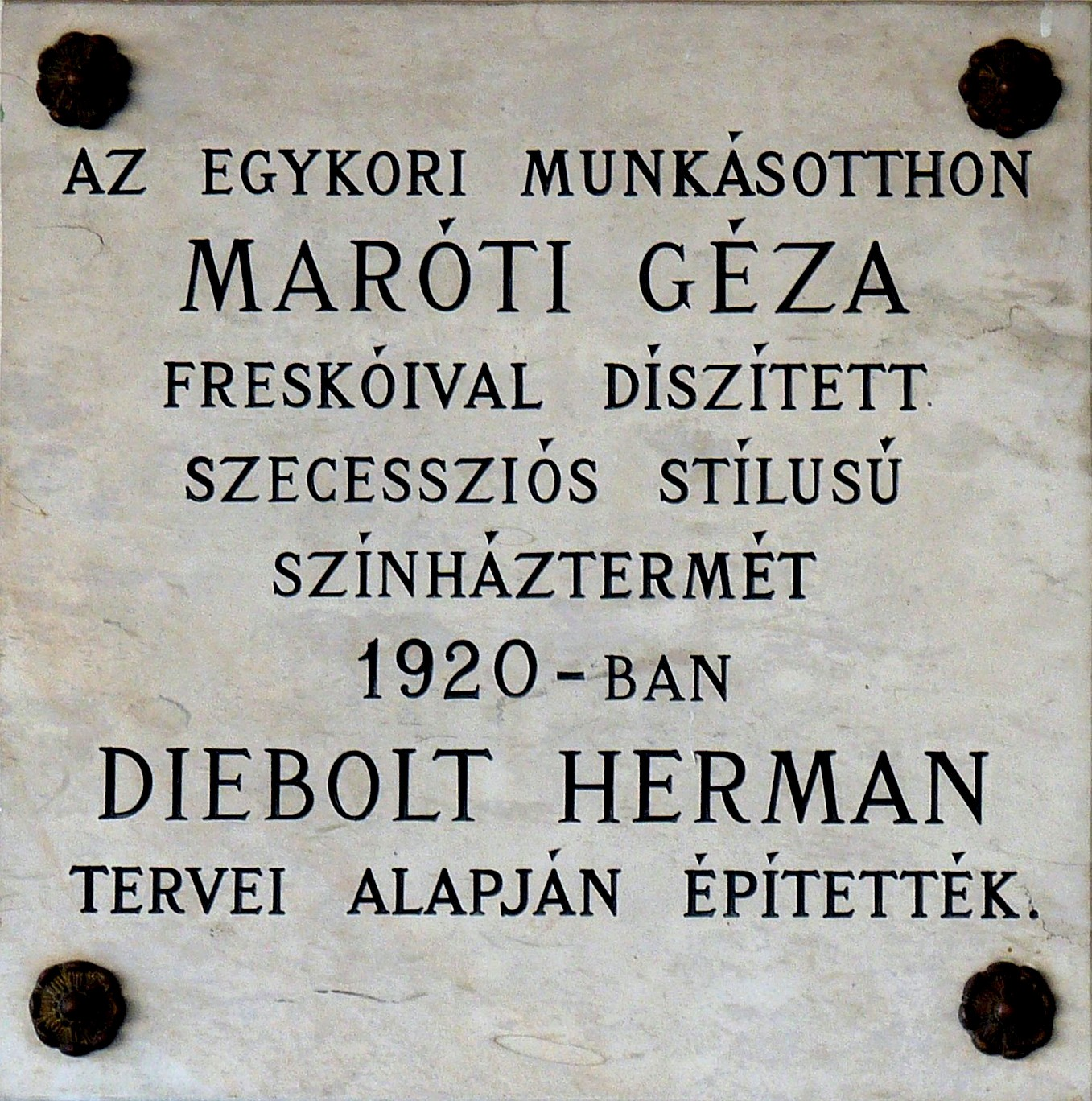
Maróti Géza, Árpád utca 1.
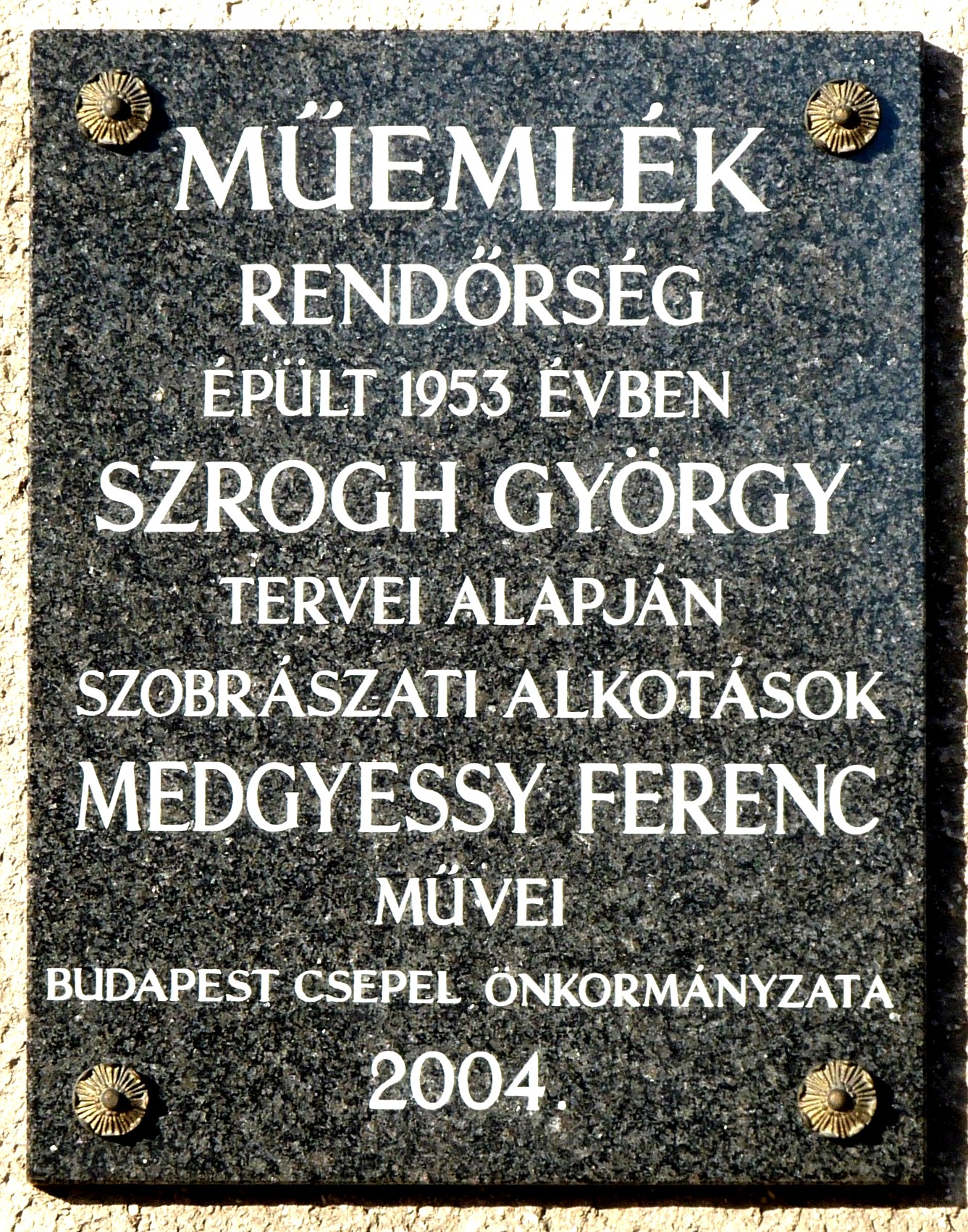
Medgyessy Ferenc, Szent Imre tér 23.
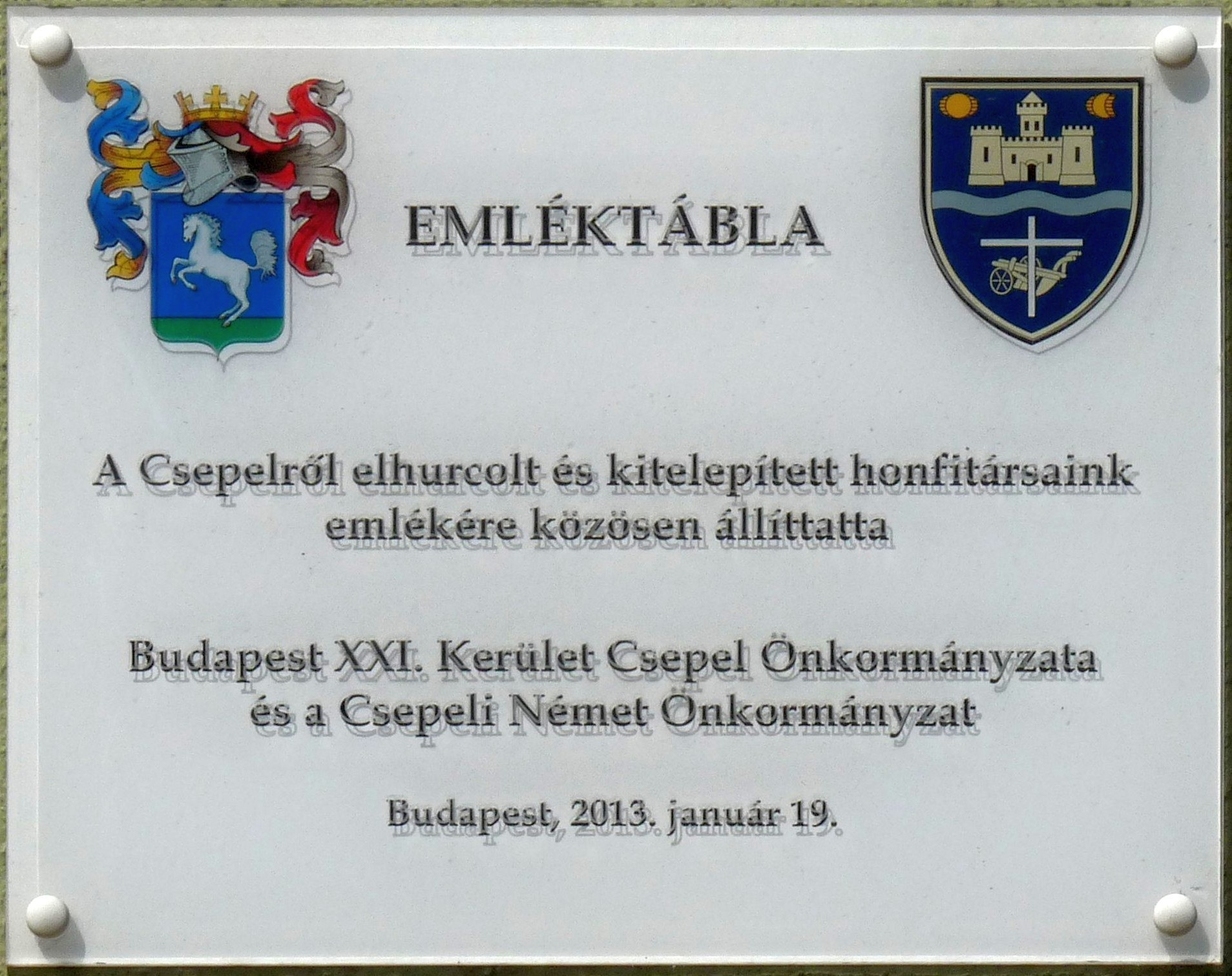
a németek kitelepítése, Petz Ferenc utca 1.
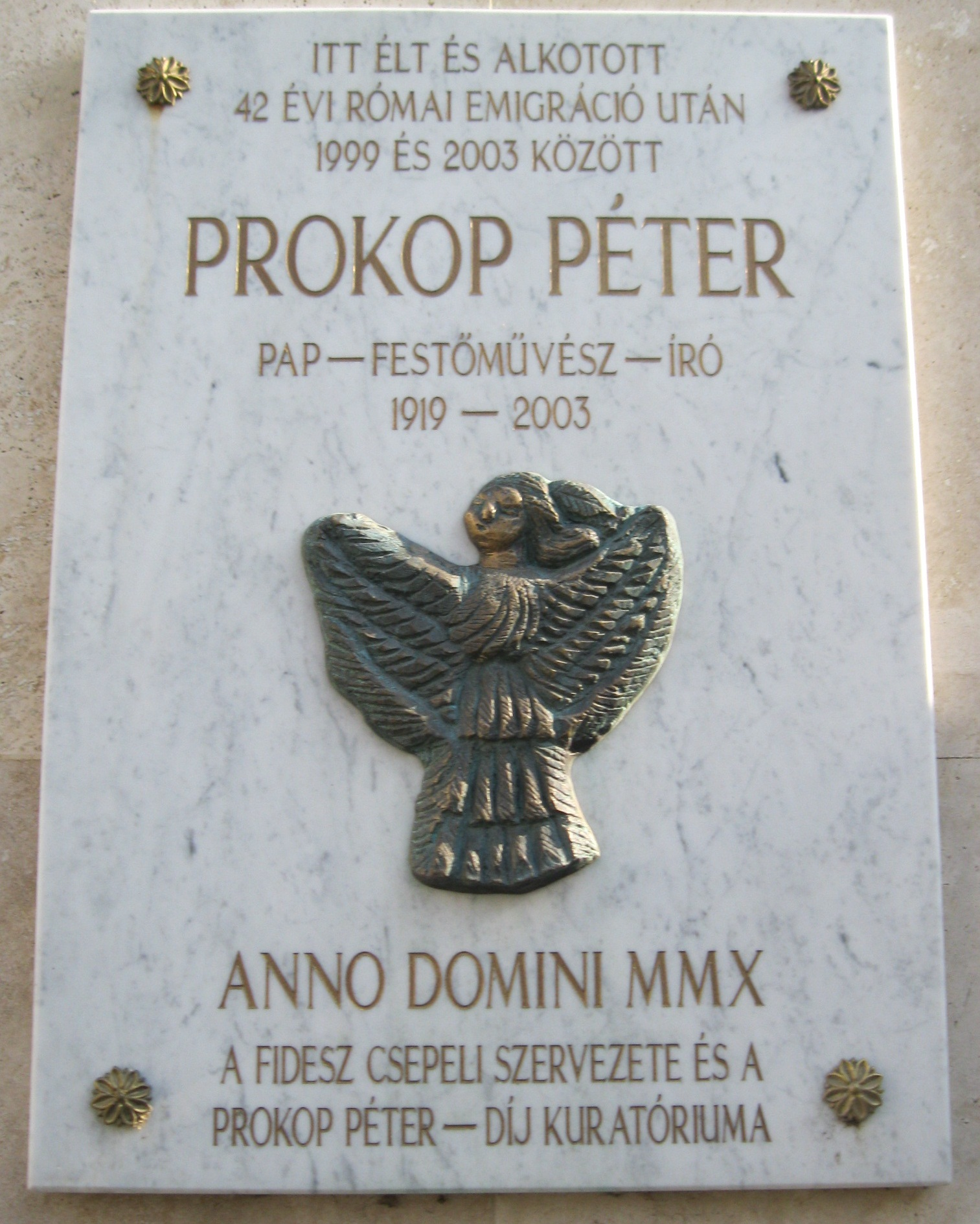
Prokop Péter, Béke tér 13.
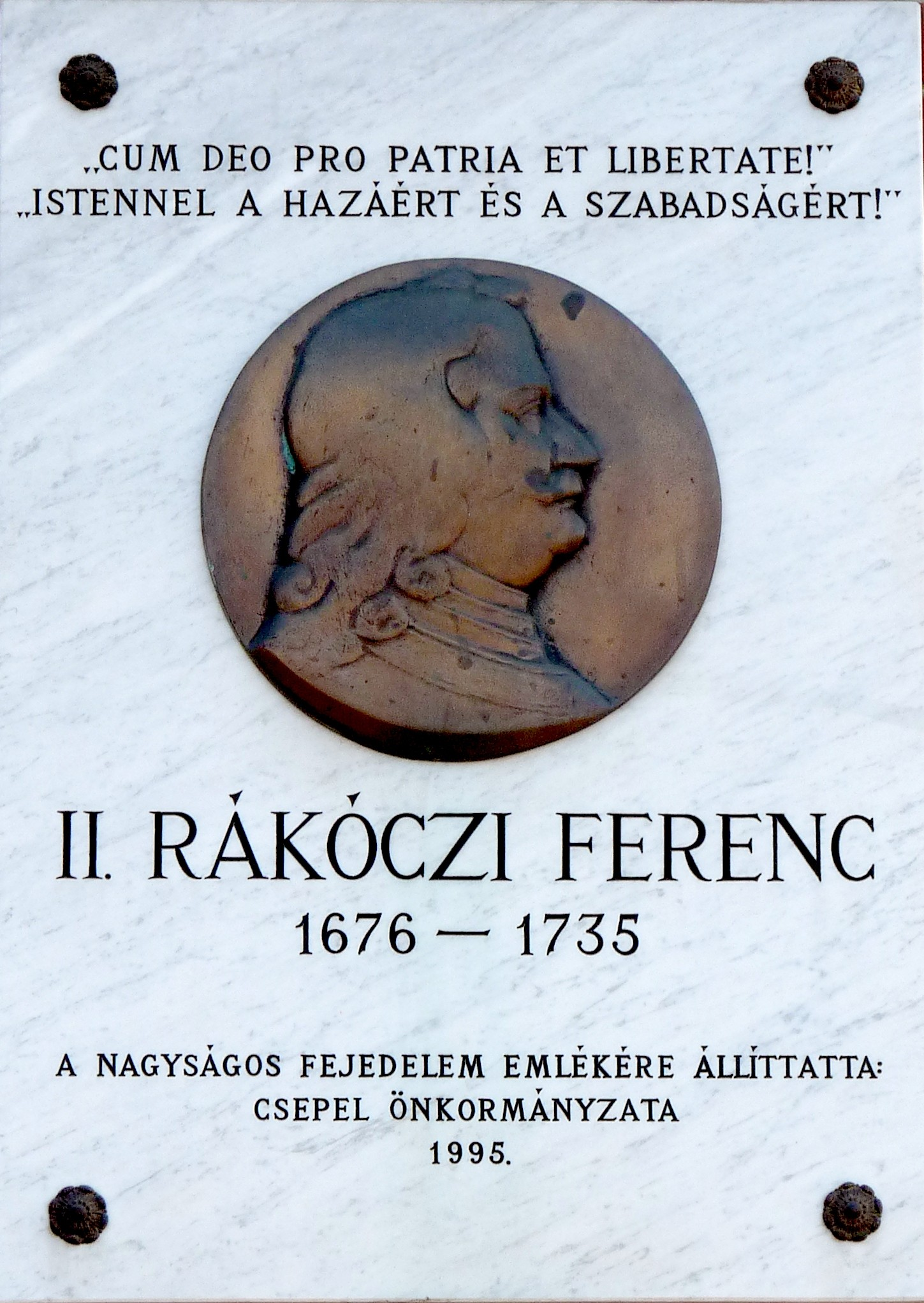
II. Rákóczi Ferenc, II. Rákóczi Ferenc utca 88.
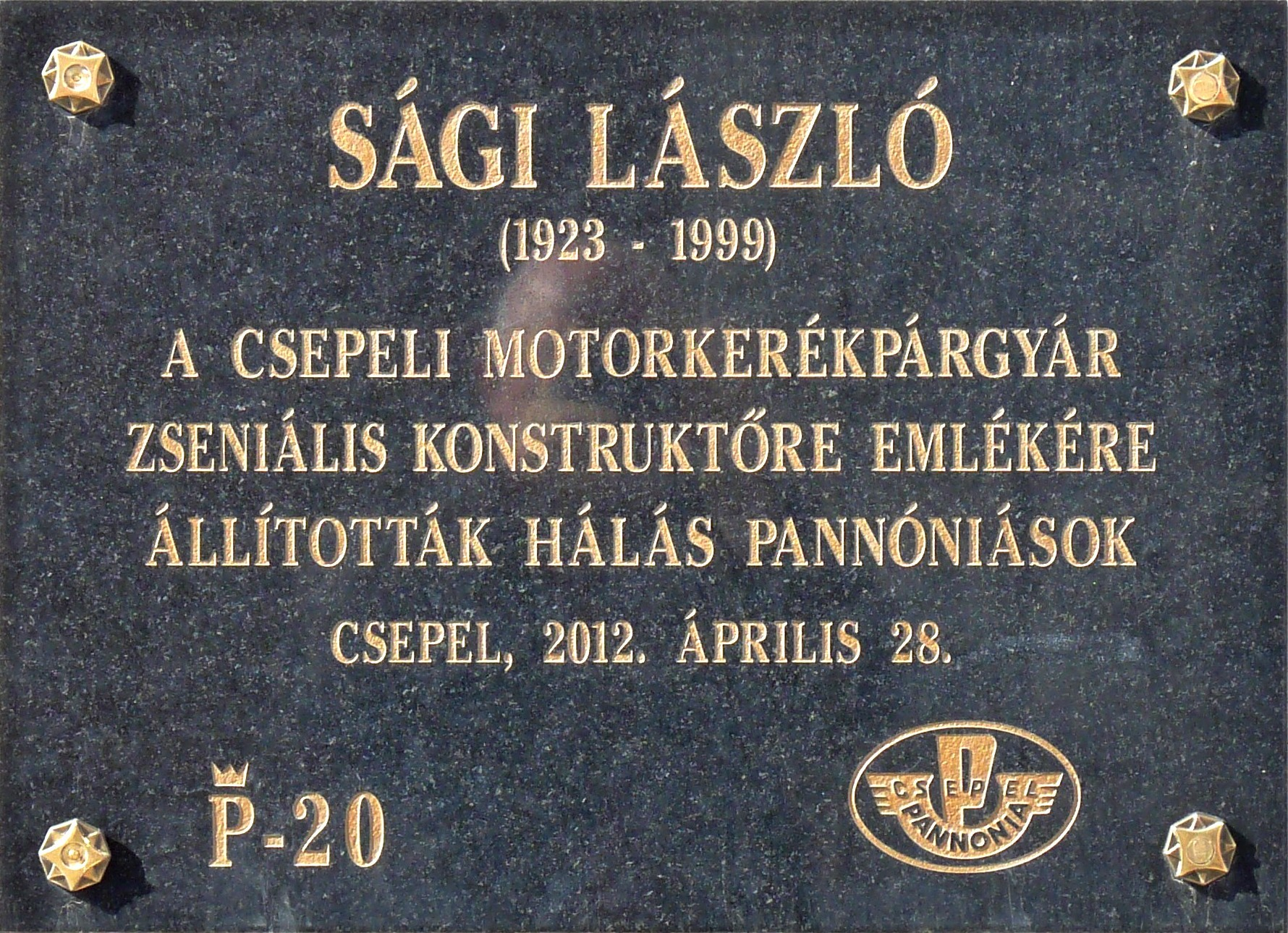
Sági László Károli Gáspár út 2.
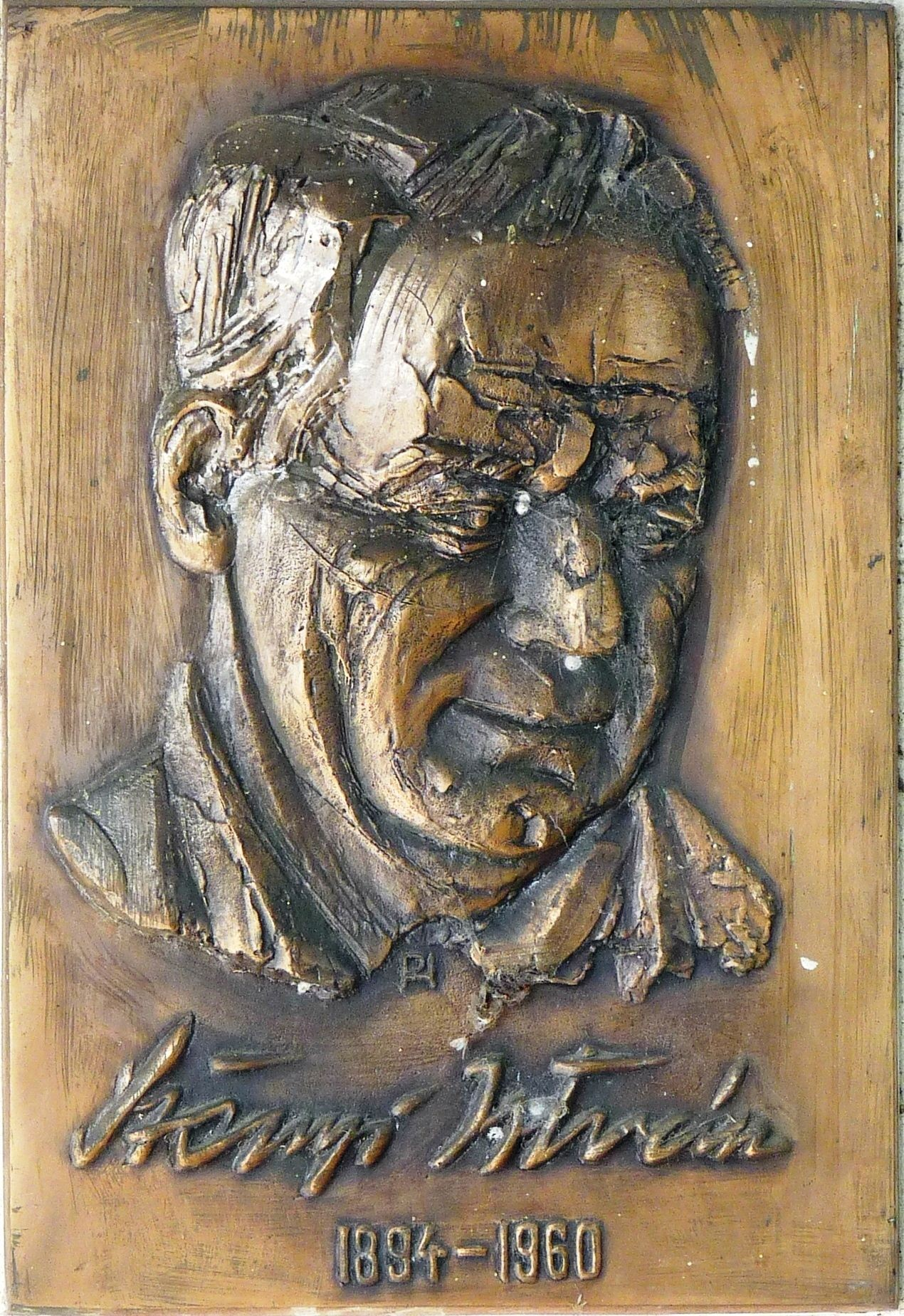
Szőnyi István, Szent Imre tér 22. alkotó: Pálffy Katalin
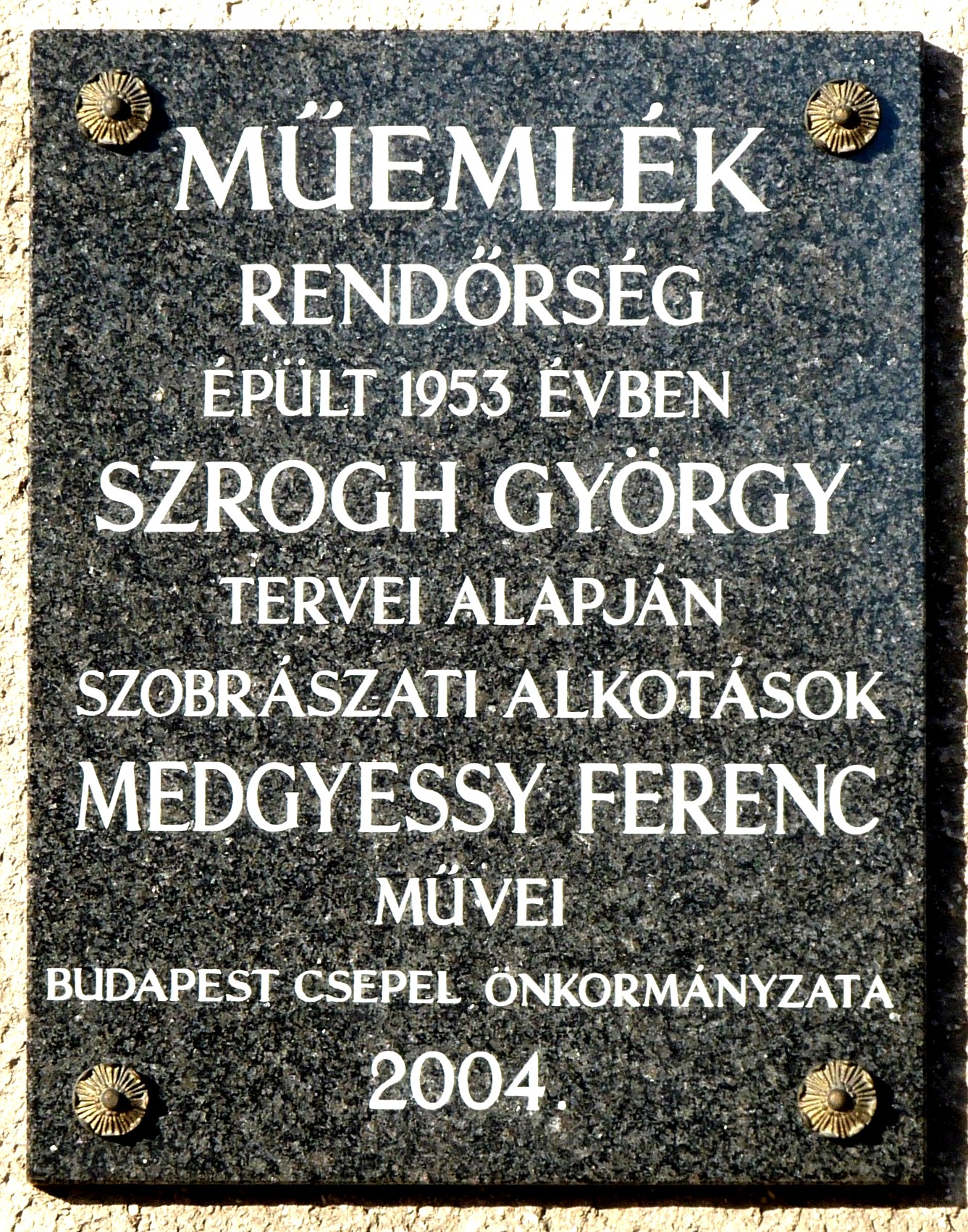
Szrogh György, Szent Imre tér 23.
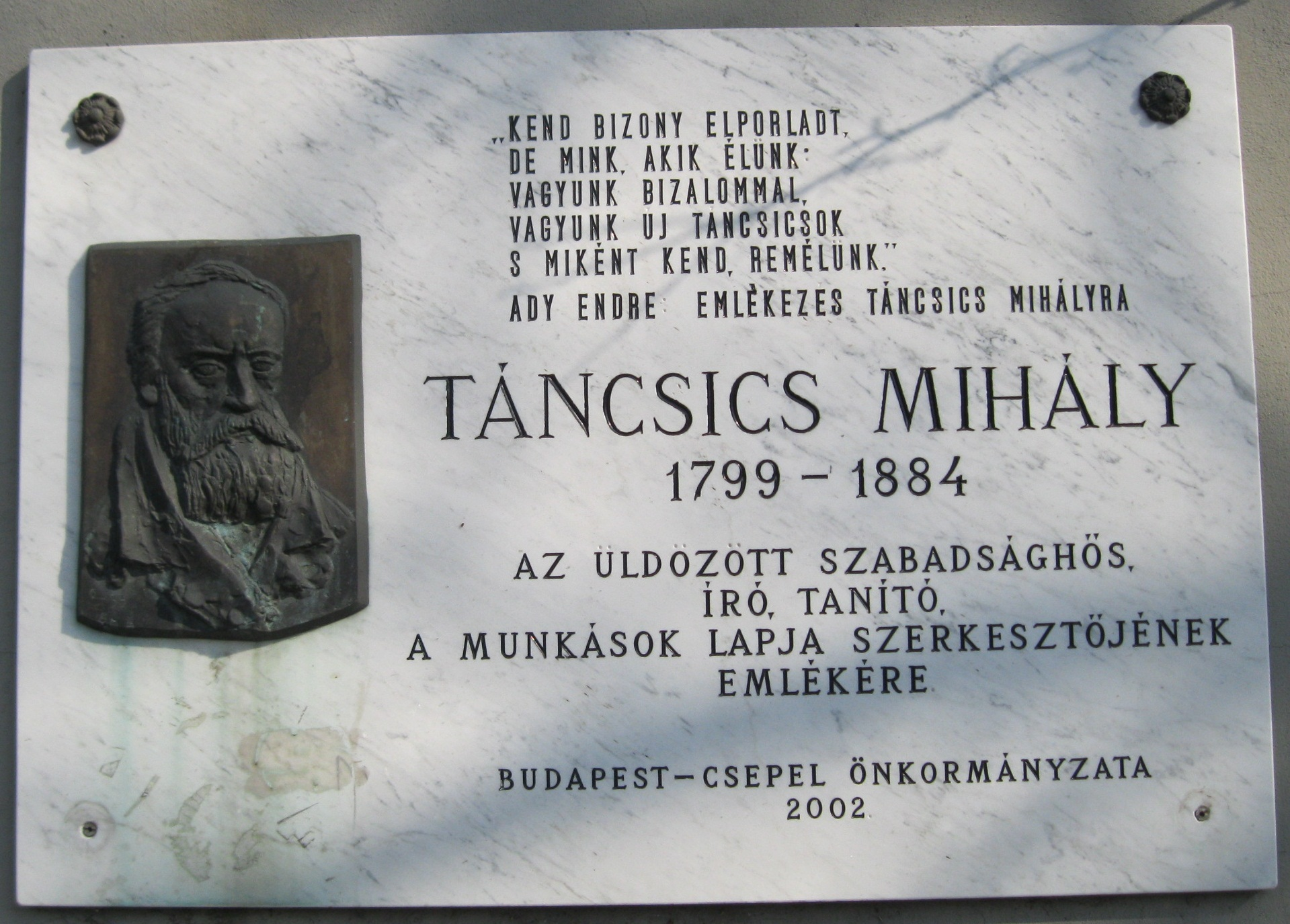
Táncsics Mihály, Táncsics Mihály utca 14.
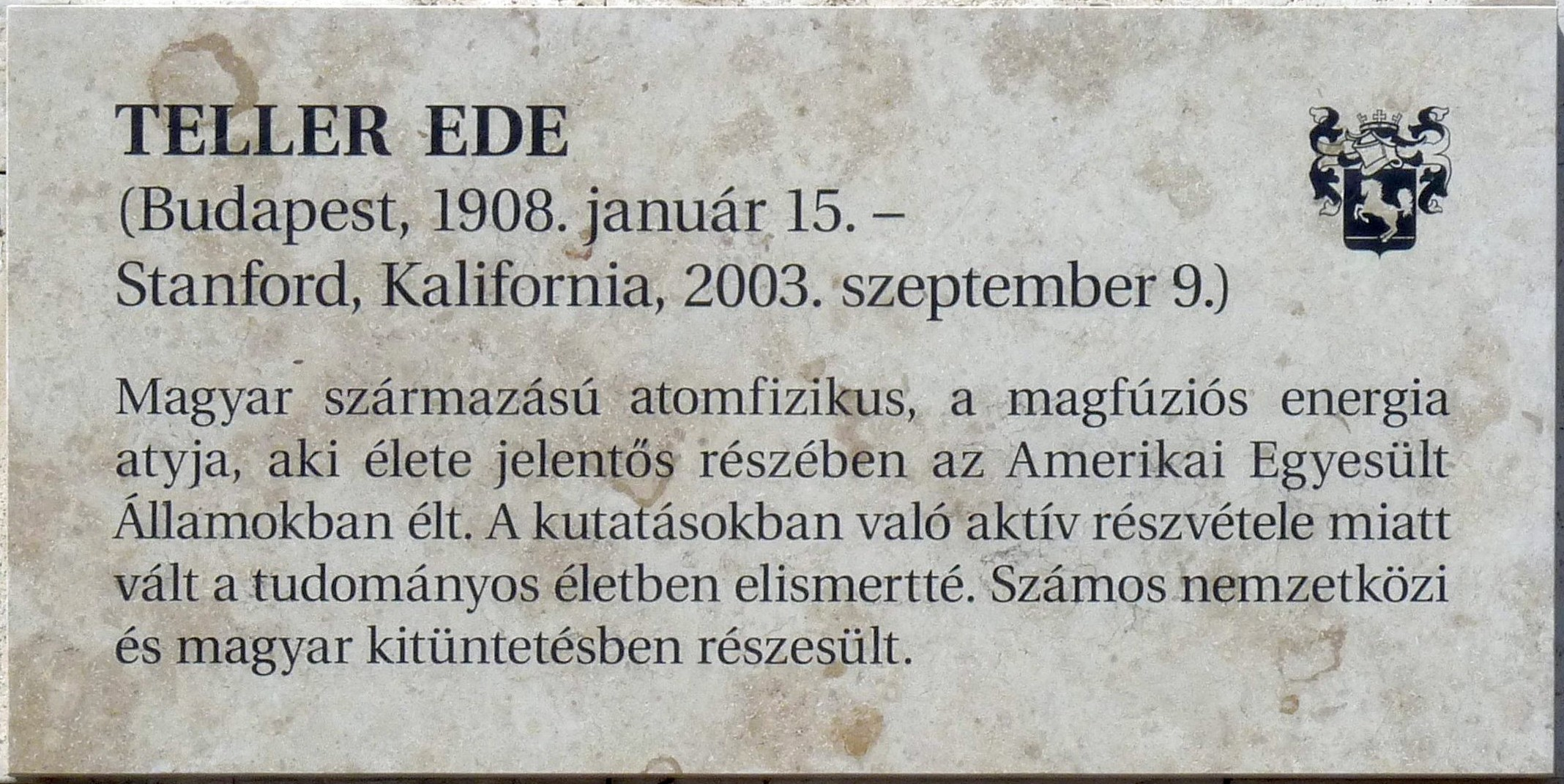
Teller Ede, Teller Ede út
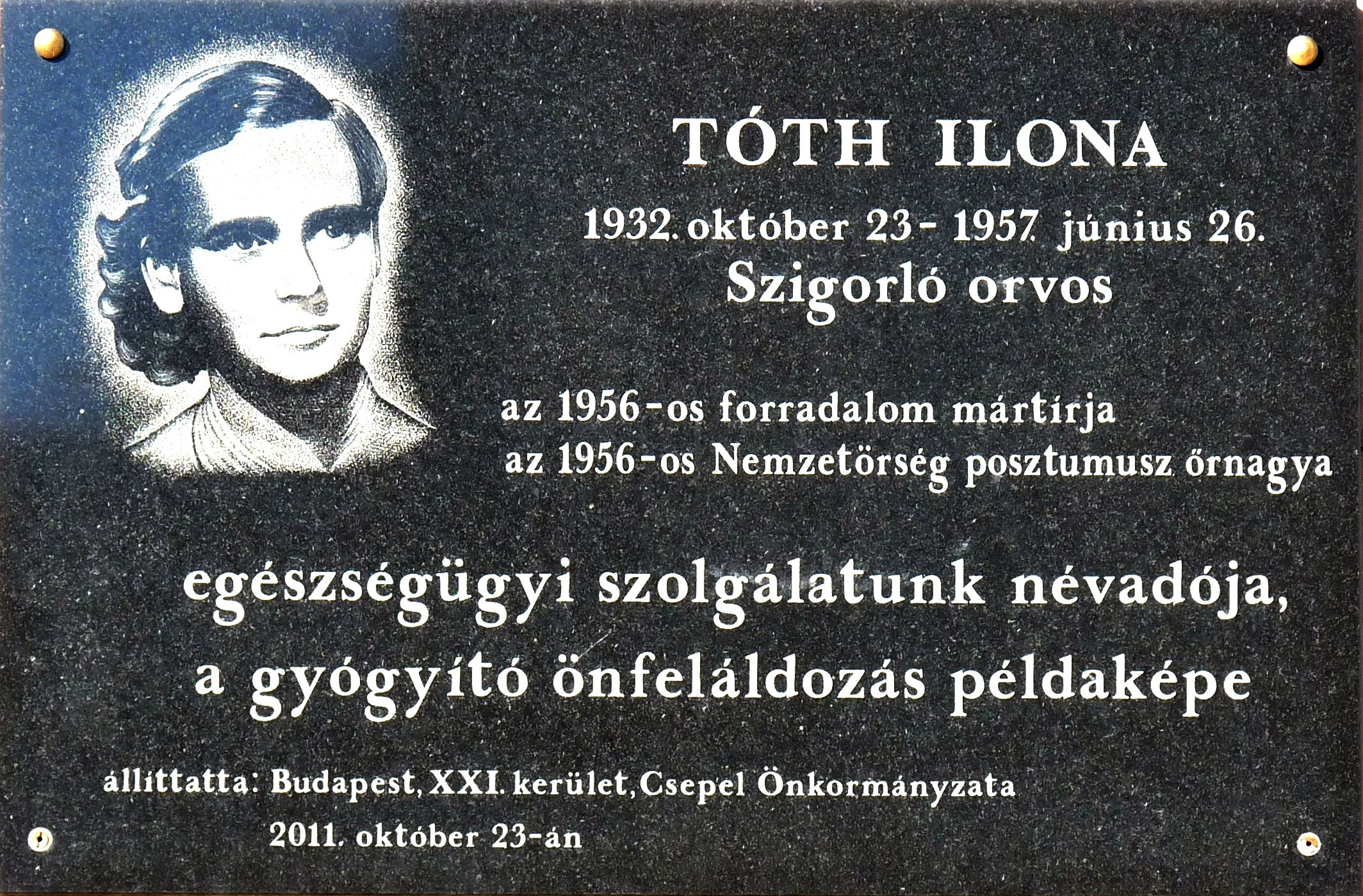
Tóth Ilona, Görgei Artúr tér 8.
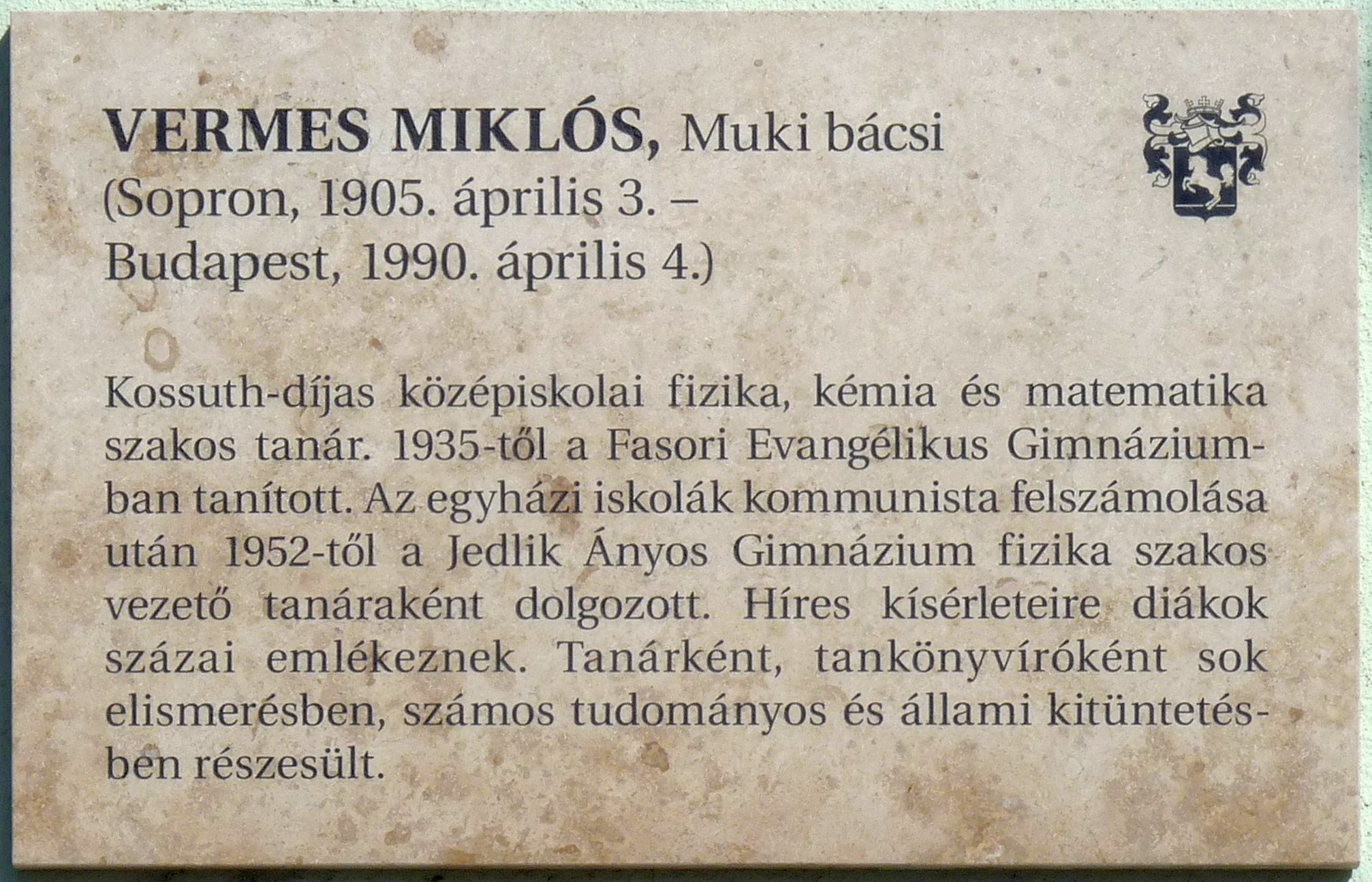
Vermes Miklós, Vermes Miklós utca 12.
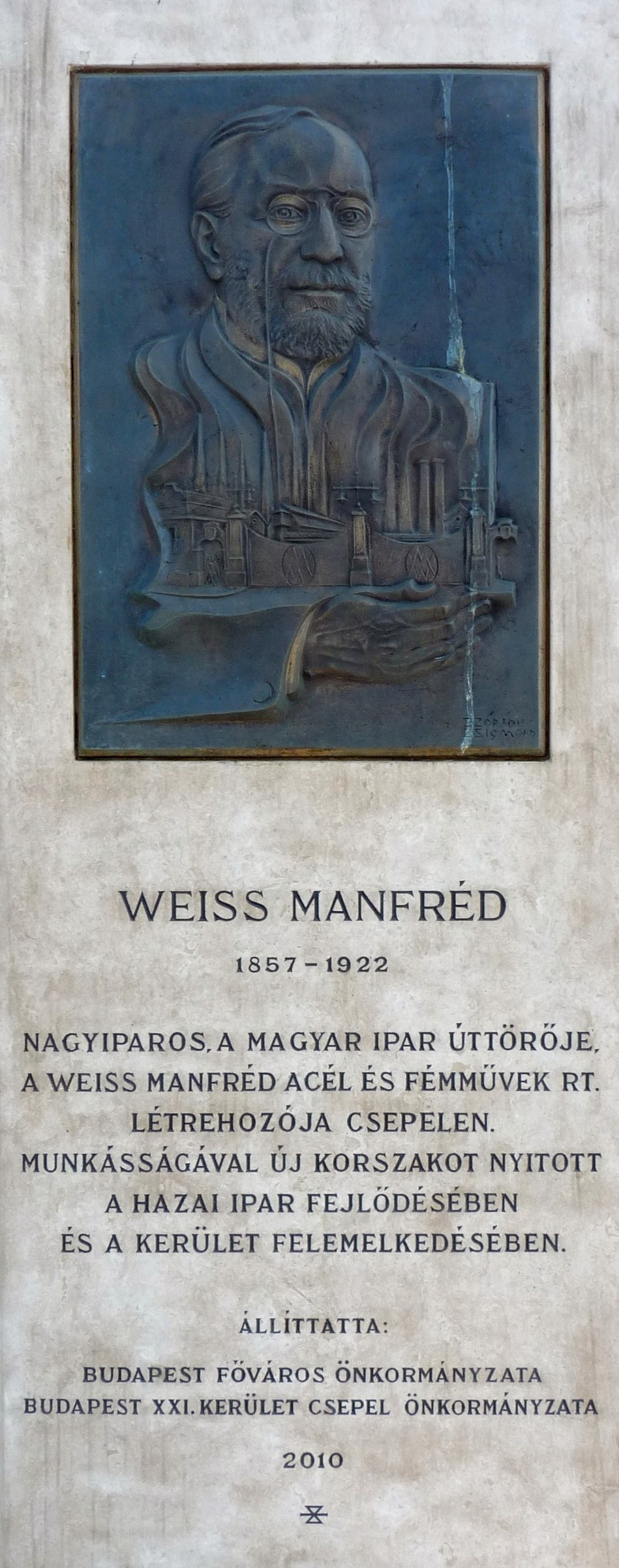
Weiss Manfréd, Weiss Manfréd út alkotó: Szórádi Zsigmond
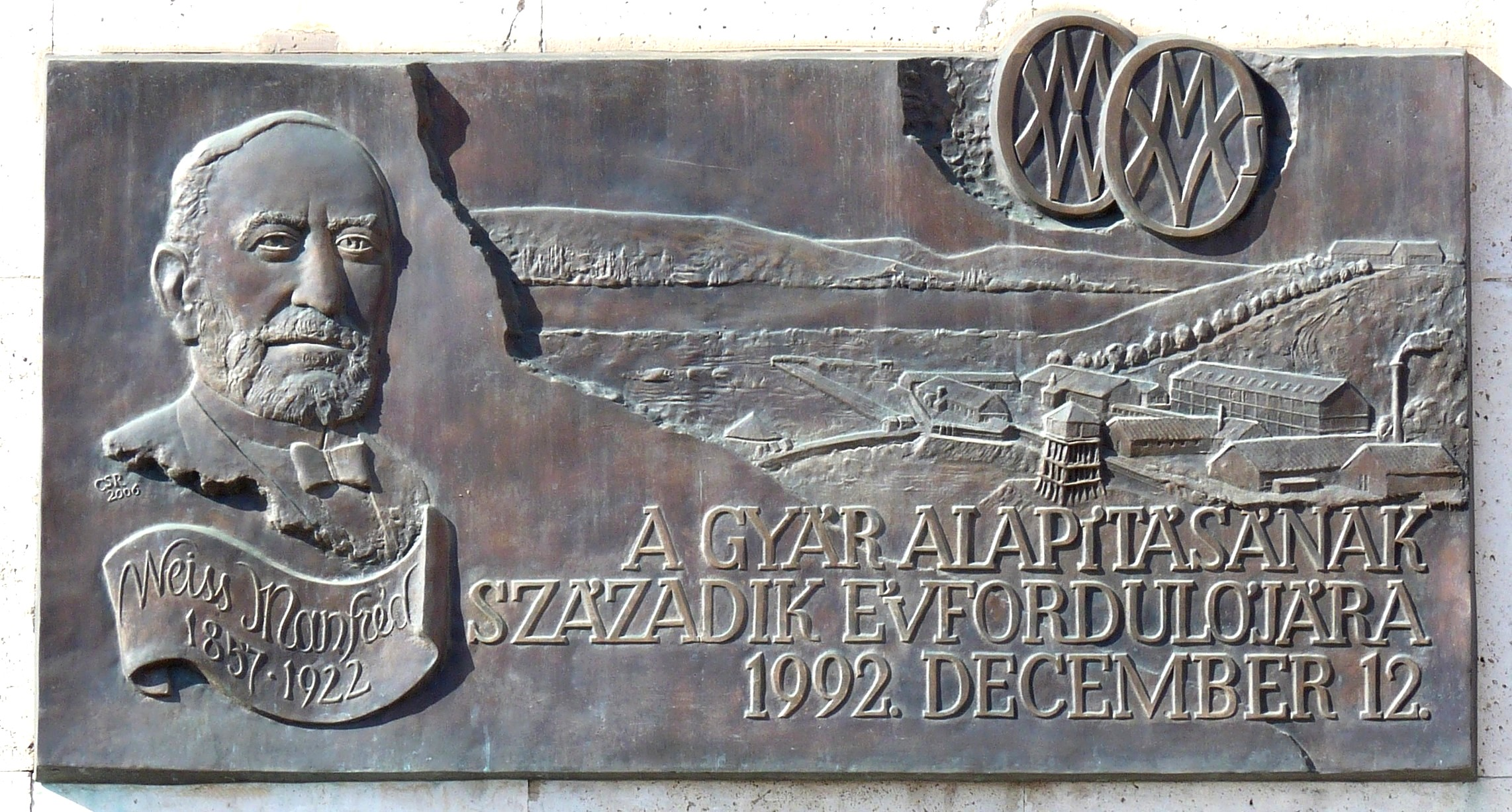
Weiss Manfréd Acél- és Fémművek, Károli Gáspár utca 2. alkotó: Csíkszentmihályi Róbert

## Utcaindex
| Árpád utca (1.) Árpád magyar fejedelem; Diebold Hermann; Maróti Géza Bajcsy-Zsilinszky Endre utca (24.) Bajcsy-Zsilinszky Endre Béke tér (13.) Prokop Péter Görgei Artúr tér (8.) Görgei Artúr, Kossuth Lajos; Tóth Ilona Károli Gáspár utca (2.) Csepeli 56-osok; Sági László; Weiss Manfréd Acél- és Fémművek (13.) Csepeli református templom, Károli Gáspár Petz Ferenc utca (1.) Csepel újjászületése; a németek kitelepítése; az egykori csepeli tűzoltóság épülete II. Rákóczi Ferenc utca (50-56.) Marosiné Földvári Irén (88.) II. Rákóczi Ferenc (167.) Csepeli HÉV 100. évf. | Sas utca (10.) a 2. világháború áldozatai Szent Imre tér (10.) Csepel kiürítésének megakadályozása; Csepel újjáépítése; a kommunizmus áldozatai; magyar segítség Lengyelországnak (22.) Szőnyi István (23.) Medgyessy Ferenc; Szrogh György Táncsics Mihály utca (14.) Táncsics Mihály (31.) Kormos László (92.) Az 1956-os forradalom Teller Ede út (-) Teller Ede Vermes Miklós utca (12.) Koltói Anna, Vermes Miklós Weiss Manfréd / Szabadkikötő út (-) Weiss Manfréd; Kvassay (rácsos) híd |